# Genesis (Band)
Genesis war eine britische Rockband, die von 1967 bis 2022 aktiv war und mit über 150 Millionen verkauften Alben zu den erfolgreichsten und einflussreichsten Bands zählt.
Die Band durchlief verschiedene musikalische Epochen – die frühe Kombination aus komplexen Songstrukturen machte die Formation zu einem der wichtigsten Vertreter des Progressive Rock der 1970er Jahre.
Nach dem Ausstieg des Frontmanns Peter Gabriel 1975 und des Gitarristen Steve Hackett 1977 machte das verbliebene Trio, bestehend aus Tony Banks, Phil Collins und Mike Rutherford eine stilistische Wandlung durch. Mit ihrem nun oft radiotauglichen Mainstream-Rock wurde Genesis zu einer der kommerziell erfolgreichsten Musikgruppen der 1980er und frühen 1990er Jahre.
Im Sommer 2007 ging Genesis in Europa und Nordamerika wieder mit Phil Collins auf Tournee. Im März 2010 wurde Genesis als wichtige und einflussreiche Band in die Rock and Roll Hall of Fame aufgenommen. Mit Beendigung der Tour im März 2022 gab Phil Collins das Ende ihrer Live-Aktivitäten bekannt.

## Bandgeschichte

### Die Anfänge

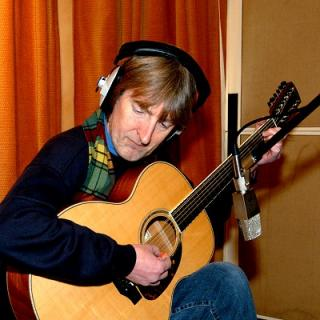
Anthony Phillips, 2005

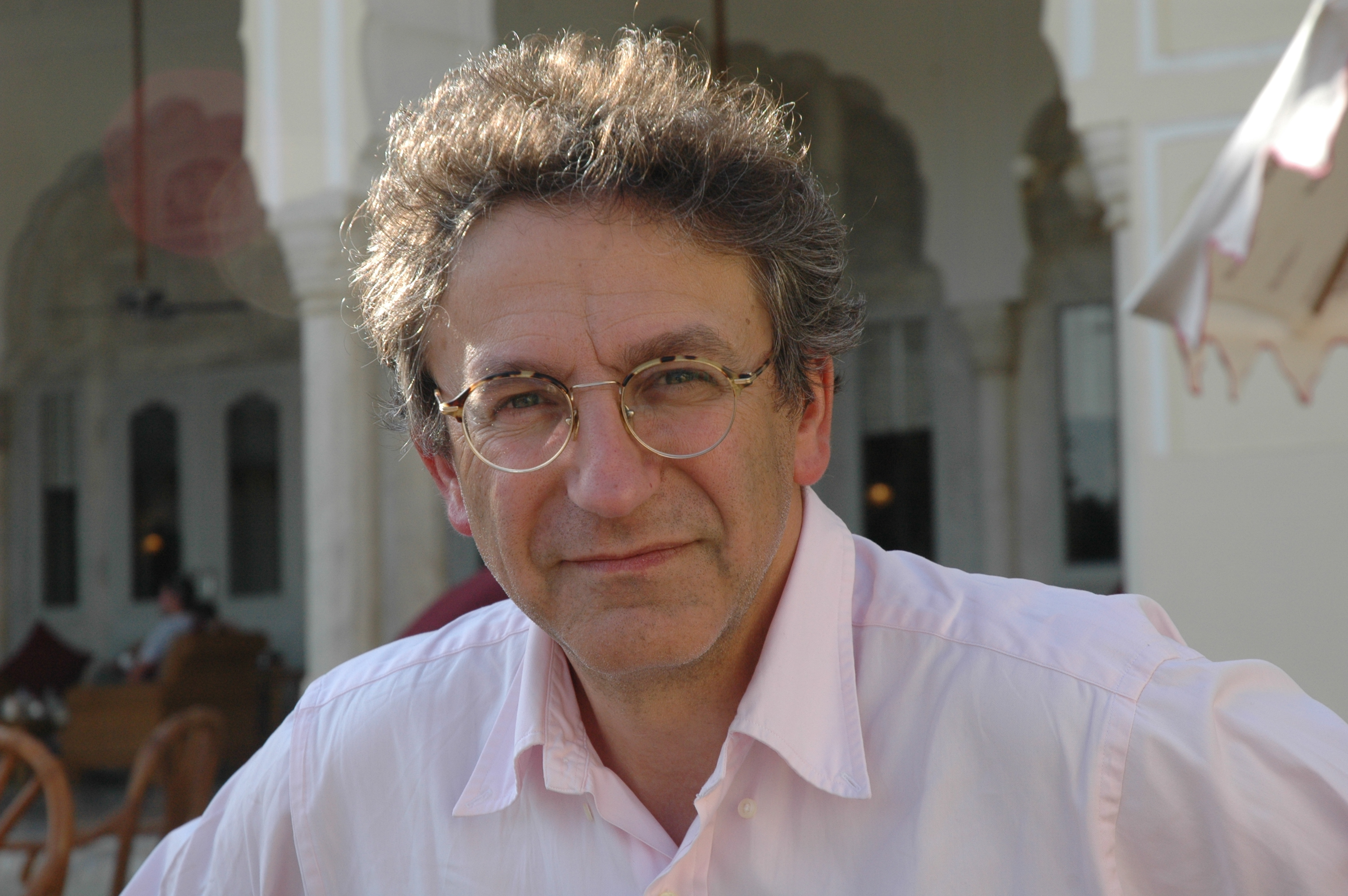
John Silver, 2006

Die Geschichte von Genesis begann an der Charterhouse School in Godalming (Surrey). 1963 traten Peter Gabriel und Tony Banks in die traditionsreiche, elitäre Privatschule ein. Beide waren frustriert von den damals sehr strengen und repressiven Regeln einer englischen Public School und nutzten ihre knappe Freizeit, um gemeinsam zu musizieren. Tony Banks spielte bereits seit seiner frühen Kindheit Klavier. Auch Peter Gabriel bekam in seiner Jugend Klavierunterricht, interessierte sich bald aber mehr für das Schlagzeug. Da beiden in der Schule nur ein Klavier zur Verfügung stand, einigte man sich darauf, dass Banks dieses spielte, während Gabriel dazu sang. So spielten beide zunächst bekannte Rock- und Popsongs ihrer Zeit nach, komponierten aber auch erste eigene Stücke.
1964 kam Mike Rutherford an die Schule. Er spielte seit seinem siebten Lebensjahr Gitarre. Er freundete sich mit einem anderen Gitarristen, Anthony Phillips, an und musizierte in der Folge gemeinsam mit ihm. Zusammen mit ihren Mitschülern Richard Macphail (1950–2024), Rivers Jobe († 1979) und Rob Tyrrell gründeten die beiden 1965 ihre eigene Band Anon. Phillips war Leadgitarrist der Gruppe, Rutherford der Rhythmusgitarrist und Macphail (später Roadmanager und Tonmischer der frühen Genesis bis April 1973) der Sänger. Anon beschränkten sich zunächst auf das Nachspielen von Titeln der Rolling Stones oder anderer bekannter Rock- und Popgrößen ihrer Zeit. 
Banks und Gabriel traten der Schulband The Garden Wall des Trompeters Johnny Trapman bei. Als Schlagzeuger stieß Chris Stewart hinzu, und Rivers Jobe spielte auch hier Bass. Im Sommer 1966 traten die Bands Anon, The Garden Wall und Climax bei einem Charterhouse-Schulkonzert auf.
Kurze Zeit später löste sich Anon auf und Mike Rutherford und Anthony Phillips begannen, gemeinsam Songs zu schreiben. Als sie 1967 einige ihrer Stücke aufnehmen wollten, baten sie Tony Banks um musikalische Unterstützung am Klavier. Banks überzeugte Phillips davon, Peter Gabriel als Sänger hinzuzunehmen. Rutherford wechselte von der Rhythmusgitarre zum Bass, da Rivers Jobe der Bluesrock-Band Savoy Brown beitrat. In dieser Besetzung nahmen sie in den Osterferien bei einem Freund die Phillips/Rutherford-Kompositionen Don’t Want You Back, Try a Little Sadness, That’s Me, Listen on Five und Patricia sowie das Banks/Gabriel-Stück She Is Beautiful auf. Chris Stewart wurde Schlagzeuger.

### Die Peter-Gabriel-Ära

#### Erste Singles und Debütalbum
Als 1967 der ehemalige Charterhouse-Schüler Jonathan King, ein relativ erfolgreicher Musikproduzent, seine einstige Schule besuchen kam, ließ die Band ihm ein Demoband zukommen. King war von den Aufnahmen begeistert und nahm die junge Band, nachdem sie noch ein weiteres Demo für ihn produziert hatte, bei seiner Plattenfirma Jonjo Music unter Vertrag. Er hatte genaue Vorstellungen davon, wie die Gruppe zu klingen habe, und bestand auf einfachen Arrangements mit ruhiger Instrumentierung aus akustischer Gitarre und Klavier.
In diesem Stil nahmen sie ihre erste Single Where the Sour Turns to Sweet auf, die jedoch nicht veröffentlicht wurde. Inzwischen komponierte die Band bereits komplexere Stücke, was King allerdings missfiel. So schrieben sie den einfach gestrickten Titel The Silent Sun. Den Song produzierte King im Dezember 1967 als Single, die am 2. Februar 1968 beim Decca-Label auf den Markt kam. Für die Veröffentlichung brauchte die Band, die bis dahin „halbherzig“ als New Anon firmiert hatte, einen zündenden Namen.
Jonathan King schlug den Namen Genesis vor, der den Anfang von etwas Neuem suggerieren sollte und der den Mitgliedern zusagte. Anschließend veröffentlichte man mit A Winter’s Tale eine weitere Single, die aber ebenso wie die vorhergehende erfolglos blieb. Danach wurde Schlagzeuger Chris Stewart auf Kings Geheiß durch John Silver ersetzt.
Mit Silver nahm Genesis im September 1968 in den Regent Studios in London in nur eineinhalb Tagen das erste Album auf. Es erschien im März 1969 ohne explizite Nennung des Bandnamens, da zu der Zeit bereits eine US-Band existierte, die ebenfalls den Namen Genesis trug. Für eine Weile nannte sich die Band deshalb Revelation, und erst nach Auflösung besagter US-Formation wechselte man wieder zum Bandnamen Genesis. Der Titel des Albums, From Genesis to Revelation, nahm indirekt Bezug auf die Probleme der Namensgebung, veranlasste die Plattenläden jedoch dazu, das Album irrtümlich der Kategorie „religiöse Musik“ zuzuordnen – mit der Folge, dass es mit nur etwa 600 verkauften Exemplaren unterging. Auch die Singleauskopplung des Stücks Where the Sour Turns to Sweet im Juni 1969 konnte die Verkaufszahlen nicht steigern. Die kurzen und eingängigen Stücke der Platte entsprachen nicht dem musikalischen Potential von Genesis, sondern waren an den Geschmack ihres Produzenten King angepasst. Dessen nachträglich hinzugefügte Streicher- und Bläserpassagen stießen bei der Band – insbesondere Anthony Phillips – auf wenig Gegenliebe, und aufgrund der immer größer werdenden künstlerischen Differenzen trennte man sich schließlich von King. Mittlerweile hatten alle Mitglieder ihren Schulabschluss und befanden sich in einer Findungsphase über ihre Zukunft. 

#### Neuorientierung(getting it together in the country)
Nach einer mehrmonatigen Pause traf die Band im Sommer 1969 wieder zusammen. Gabriel, Phillips, Banks und Rutherford entdeckten schnell ihre Freude an der Musik wieder und entschieden sich dazu, professionelle Musiker zu werden. John Silver, der die Band verlassen hatte, um in den USA zu studieren, wurde durch den neuen Schlagzeuger John Mayhew ersetzt. Am 20. August nahm die Gruppe ein Demoband mit den neuen Songs White Mountain, Family (eine frühe Version des Titels Dusk, der 1970 auf Trespass erschien), Going Out to Get You und Pacidy auf. In dieser Phase kauften sich die Bandmitglieder mit geliehenem Geld allesamt ihre ersten professionellen Instrumente und steigerten ihre instrumentalen Fähigkeiten weiter.
Von Oktober 1969 bis April 1970 bezog die Band ein abgeschiedenes Wochenendhaus, das Christmas Cottage der Eltern ihres Freundes Richard Macphail, um erstmals über einen langen Zeitraum intensiv an ihrer Musik zu arbeiten.
Trotz einiger Differenzen zwischen den Bandmitgliedern machten die gemeinschaftlichen musikalischen Bemühungen hier einen Riesenschritt nach vorn. Während dieser Zeit nutzten Genesis zudem jede Gelegenheit, um die Titel live und vor Publikum zu testen, wodurch die erste kleine, aber treue Fangemeinde entstand. Der erste ordentliche Live-Auftritt der Band fand am 1. November 1969 in der Brunel University in Uxbridge statt, und die Setlist der frühesten Konzerte pendelte sich bald auf die Stücke In the Beginning, The Serpent (beides From-Genesis-to-Revelation-Überbleibsel), Pacidy, Key to Love (Bluesbreakers-Cover), Visions of Angels, Going Out to Get You, Stagnation, Little Leaf (unveröffentlichte Phillips-Komposition, zu hören heute als Old Wive’s Tale auf zwei verschiedenen Phillips-CDs und am Anfang von Resignation auf dem Box-Set Genesis 1970–1975) und The Knife ein.
Auch zwei Aufnahme-Sessions fallen in diese Phase: Am 9. Januar 1970 nahm die Band vier Stücke für eine nie gesendete BBC-Fernsehdokumentation um den Maler Mick Jackson auf. Die von Paul Samwell-Smith produzierten, größtenteils instrumentalen Titel Provocation, Frustration, Manipulation und Resignation sind in Fankreisen als Jackson-Tapes bekannt. Am 22. Februar spielte Genesis live in den BBC-Maida-Vale-Studios die Titel Shepherd, Pacidy, Let Us Now Make Love, Stagnation, Looking for Someone und Dusk für die BBC-Radiosendung Nightride ein.
Auf der Suche nach einer geeigneten Plattenfirma sympathisierte die Band anfangs mit Island, Chrysalis und dem Threshold-Label der Moody Blues. Das Problem erledigte sich dann jedoch von selbst, als Genesis als Vorgruppe für Rare Bird spielte und daraufhin von deren Keyboarder Graham Field Tony Stratton-Smith empfohlen wurde. Als dieser einem ihrer Auftritte beiwohnte, war er vom Stück Visions of Angels so angetan, dass er die Band sofort bei seinem Label Charisma Records unter Vertrag nahm. Für Charisma nahm Genesis im Juni und Juli ihr zweites Album auf.
Trespass wurde am 23. Oktober 1970 veröffentlicht und wird heute von vielen Fans als das erste „richtige“, unverfälschte Album der Gruppe angesehen. Im Vergleich zu ihrem ersten Album hatte sich die Musik von Genesis deutlich weiterentwickelt: An Stelle der kurzen Popsongs traten bis zu neun Minuten lange Titel mit ausgedehnten Instrumentalteilen. Trespass ist insgesamt eher akustisch gehalten und von zwölfsaitigen Gitarren, Orgel und Klavier dominiert. Einzig der frühe Live-Favorit The Knife ist als dynamische Rocknummer angelegt und durch aggressives E-Gitarren-Spiel gekennzeichnet. Dieser Titel erschien – in zwei Teile geteilt – im Mai des darauffolgenden Jahres auch als Single. Trotz einiger guter Kritiken war das Album kommerziell wenig erfolgreich.
Kurz nach den Aufnahmen zu Trespass kam es noch im Juli 1970 zu einem personellen Umbruch in der Band: Wegen künstlerischer Differenzen und aus Krankheitsgründen verließ Gitarrist Anthony Phillips die Gruppe. Er litt unter Lampenfieber, war von den mittlerweile zahlreichen Auftritten geschwächt und in musikalischen Fragen oft anderer Meinung als die anderen Bandmitglieder. Dieser Austritt stellte für Genesis einen großen Verlust dar, da sie neben ihrem Gitarristen auch einen wichtigen Songschreiber und die eigentliche frühe Schlüsselfigur der Band verlor. Die Folgezeit wird von den verbliebenen Mitgliedern noch heute als größte Krise der Bandgeschichte beschrieben. Im Zuge von Phillips’ Abschied trennte sich Genesis auch von Schlagzeuger John Mayhew, der das mittlerweile hohe musikalische Niveau der Band nicht mehr halten konnte. Nach einer kurzen Phase der Ratlosigkeit, in der sogar das Ende der Band zur Diskussion stand, entschied man sich schließlich dazu, weiterzumachen und per Anzeige im Melody Maker nach einem neuen 12-Saiten-Gitarristen und einem fähigen Schlagzeuger zu suchen.

#### Eintritt von Phil Collins und Steve Hackett 1970
Auf die Anzeige meldete sich Phil Collins, der seit früher Kindheit Schlagzeug gespielt und schon als Jugendlicher durch eine Rolle im Musical Oliver! Bühnenerfahrungen gesammelt hatte. Zudem hatte er in einigen Film- und Fernsehproduktionen mitgewirkt, unter anderem als Statist im Beatles-Film Yeah! Yeah! Yeah! (A Hard Day’s Night). Zusammen mit seinem Freund Ronnie Caryl spielte er in der relativ unbekannten Band Flaming Youth, die 1969 das Album Ark 2 veröffentlicht hatte. Er sah sich gerade nach einer neuen musikalischen Herausforderung um, als er davon erfuhr, dass Genesis nach neuen Musikern suchte. So meldete er sich im August 1970 zusammen mit Gitarrist Caryl auf die Anzeige, und sie wurden ins Haus von Peter Gabriels Eltern zum Vorspielen eingeladen. Dabei wurde schnell klar, dass Collins den Job als Schlagzeuger bekommen würde. Er spielte die Genesis-Stücke nicht nur überzeugend, sondern passte auch menschlich zur Band.
Die Suche nach einem passenden Gitarristen gestaltete sich in der Folge schwieriger, da Genesis nicht nur einen Instrumentalisten suchte, sondern auch einen Songschreiber, der zu der Band passte. Zudem waren die vor allem von Mike Rutherford gestellten Anforderungen an das neue Bandmitglied sehr hoch. So kam es, dass die Rolle des Gitarristen vorerst unbesetzt blieb, da auch Ronnie Caryl bei der gemeinsamen Vorstellung mit Collins den Zuschlag nicht erhalten hatte. Daher spielte Genesis einige Monate als Quartett und Tony Banks übernahm die Gitarrenteile auf seinen Keyboards. Für kurze Zeit stieß der Gitarrist Mick Barnard zur Band, der allerdings das Niveau der restlichen Bandmitglieder nicht erreichen konnte.
Im Dezember 1970 entdeckte Peter Gabriel im Melody Maker eine Musiker-sucht-Band-Anzeige des Gitarristen Steve Hackett, der sich als „A Able Accordionist“ vorstellte, was seiner Annonce den obersten Platz in der alphabetisch sortierten Anzeigenliste garantierte. Hackett spielte seit Mitte der 1960er Jahre elektrische und akustische Gitarre. Bereits im Alter von 16 Jahren hatte er die Schule verlassen und danach in verschiedenen Bands mitgewirkt. Dabei wurde er von den Blues-Gitarristen seiner Zeit wie beispielsweise Eric Clapton beeinflusst, ebenso von experimentierfreudigeren Gitarrenkünstlern wie Jeff Beck und später Robert Fripp. Bei seinem Spiel kam es ihm weniger auf Geschwindigkeit an, sondern vielmehr darauf, mit seiner Gitarre in neue melodische und harmonische Bereiche zu gelangen. Gabriel rief ihn an und riet ihm, sich das Stück Stagnation von Trespass anzuhören und sich wieder zu melden, wenn es ihm zusagte. Nach einem Freikonzert der Band im Londoner Lyceum, dem Hackett beiwohnte, wurde er zum Vorspielen in Tony Banks’ Wohnung eingeladen und bekam den Job. Mit ihrem ersten gemeinsamen Auftritt am 14. Januar 1971 war so die „klassische“ Besetzung von Genesis komplett.
Die ersten Monate des Jahres 1971 waren geprägt durch die Charisma-Package-Tour, die aufgrund der geringen Ticket-Preise auch als Six-Bob-Tour bekannt wurde (six bob = sechs britische Schilling). Label-Boss Tony Stratton-Smith ließ seine drei vielversprechendsten Bands gemeinsam touren und Genesis eröffnete die Konzerte für Van der Graaf Generator und Lindisfarne. Zwischendrin hatten Genesis im belgischen Woluwe-Saint-Lambert im März ihren ersten Auftritt außerhalb Großbritanniens.
Das erste Album mit den beiden neuen Bandmitgliedern, Nursery Cryme, wurde im August 1971 aufgenommen und im November veröffentlicht. Es enthielt das Klassik-beeinflusste The Fountain of Salmacis und mit The Musical Box einen der größten Genesis-Klassiker, an dessen Entstehungsprozess auch Hacketts Vorgänger Phillips und Barnard Anteil gehabt hatten. Collins bereicherte den Gruppen-Sound mit seinem bisweilen jazzigen Stil und war beim kurzen Stück For Absent Friends erstmals auch als Leadsänger zu hören. Hackett fügte Aggression einerseits und eine größere atmosphärische Bandbreite andererseits hinzu.

#### Internationale Erfolge
Nach Erfolgen in Belgien (Trespass an der Charts-Spitze) und Italien (Nursery Cryme auf Nr. 4) verschlug es Genesis Anfang 1972 auf den Kontinent: nach einem Auftritt in Brüssel im Januar spielte die Band im April gleich dreizehn Konzerte in Italien und gab auf dem Rückweg im Frankfurter Sinkkasten ihr Deutschland-Debüt. Die Single Happy the Man ging im Mai 1972 zwar noch sang- und klanglos unter, aber das im Oktober veröffentlichte Album Foxtrot mit dem epischen Supper’s Ready und dem von Arthur C. Clarke inspirierten Watcher of the Skies brachte der Band auch den kommerziellen Durchbruch im eigenen Land (Platz 12). In Italien war Foxtrot monatelang auf Platz 1 der LP-Charts.

War die Band bis dahin zumeist als Vorgruppe anderer Acts bzw. als Bestandteil von Festival-Programmen in Erscheinung getreten, so stellte die auf dem Album Genesis Live dokumentierte Foxtrot-Tour von 1972/73 ihre erste Tournee als Hauptattraktion dar. So trat die Band auch im Pariser Bataclan auf. Zu dieser Zeit begann Gabriel mit diversen Verkleidungen und Masken zu experimentieren, um die oft surrealistischen Texte der Band visuell zu unterstreichen. Seine exzentrische Bühnenshow sowie generell die Verknüpfung von Musik und Optik in den Konzerten verhalfen Genesis zu großer Popularität. Bis dahin von Tony Stratton-Smith und sich selbst mehr schlecht als recht gemanagt, verpflichtete die Band mit Tony Smith 1973 erstmals einen professionellen Manager, der fortan sämtliche Genesis-Werke vermarktete (ab 1977 mit seiner Firma Hit & Run Music Publishing).

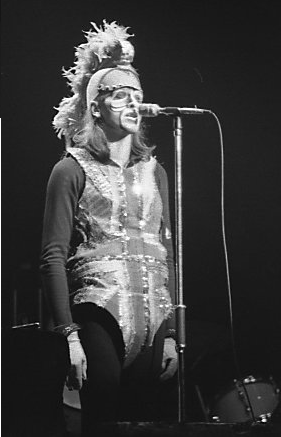
Dancing with the Moonlit Knight – Peter Gabriel bei einem Genesis-Konzert im Oktober 1974 in der Massey Hall, Toronto

Selling England by the Pound (seinerzeit ein Wahlkampfslogan der Labour Party) zeigte die Band Ende 1973 mit diesseitigeren Texten, feiner nuanciertem Klang und größerer Virtuosität. Das Album beinhaltete Klassiker wie Firth of Fifth, The Cinema Show und I Know What I Like (In Your Wardrobe), die bald zum festen Live-Repertoire der Band gehörten. Steve Hackett war einer der ersten Gitarristen, der die Spieltechnik des Tapping und des Sweep Picking einführte, was oft fälschlicherweise Eddie Van Halen bzw. Yngwie Malmsteen zugeschrieben wird. Beide Techniken sind im Song Dancing with the Moonlit Knight zu hören. Die Auskopplung I Know What I Like wurde Anfang 1974 zum ersten kleineren Single-Hit der Band.
Das Konzept-Doppelalbum The Lamb Lies Down on Broadway und die anschließende Tour stellen nach Meinung vieler Fans den künstlerischen Höhepunkt der Schaffensperiode mit Peter Gabriel dar. Das Album wurde am 18. November 1974 veröffentlicht und handelt von der fantastischen und surrealen Reise des puerto-ricanischen Punks Rael in New York, der in einem Paralleluniversum seinen Bruder John retten muss. Insbesondere die erste Platte des Doppelalbums ist von kürzeren Stücken dominiert, was eine deutliche Abkehr von den eher längeren und ausgedehnten Songs bisheriger Alben darstellt. Der Gebrauch verzerrter Instrumente, neuer elektronischer Keyboardsounds und anderer synthetischer Klänge (wie etwa die Effekte auf Gabriels Stimme beim Song The Grand Parade of Lifeless Packaging) war merklich in den Vordergrund gerückt. Das stand in auffälligem Kontrast zu den vorhergehenden Alben, was „alten“ Genesis-Fans nicht unbedingt gefiel, jedoch neue Hörerschichten erschloss. Auf The Lamb Lies Down on Broadway praktizierte die Band eine Art Arbeitsteilung: Gabriel schrieb die Story und die Songtexte (mit Ausnahme des Textes zu The Light Dies Down on Broadway, bei dem er Unterstützung von Banks und Rutherford erhielt), die anderen Bandmitglieder komponierten die Musik (mit Ausnahme von Counting out Time und Carpet Crawlers, an denen Gabriel beteiligt war).
Ab 12. November 1974 begab sich Genesis mit ihrem Werk auf Welttournee. Das Konzeptalbum The Lamb Lies Down on Broadway wurde dabei komplett aufgeführt. Dabei machte die Gruppe umfassenden Gebrauch von Licht- und Lasereffekten. Peter Gabriels Slipperman-Kostüm stellte den nicht von allen goutierten Höhepunkt seiner Maskeraden dar. Collins erinnerte sich später: „Er steckte in diesem ‚Slipperman‘-Kostüm und versuchte, das Mikrofon irgendwie in die Nähe seines Munds zu bekommen, verwickelte sich und geriet dabei völlig außer Atem. Gegen Ende fand ich, dass der Gesang nicht wirklich zu hören war.“ Bereits gegen Anfang der Tour, im Dezember 1974, hatte Peter Gabriel seinen Bandkollegen verkündet, dass er die Band verlassen werde.

#### Peter Gabriels Abschied 1975

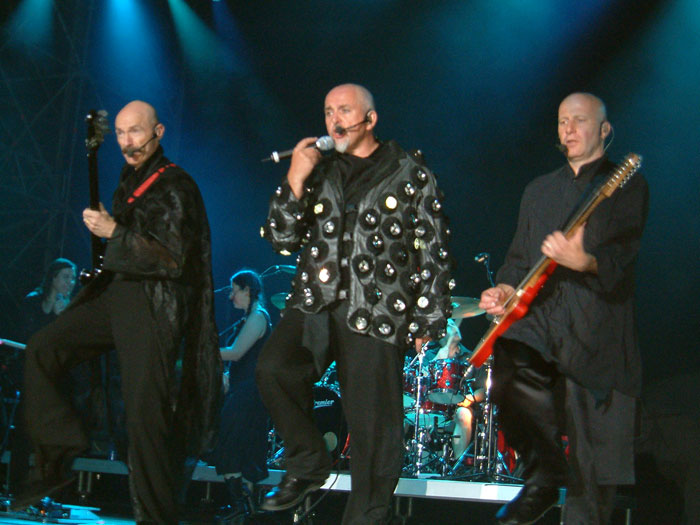
Peter Gabriel als Solokünstler, 2004

Die Gründe für Peter Gabriels Genesis-Ausstieg waren vielschichtig: Die Band wurde in der Öffentlichkeit immer mehr als „Gabriel und seine Mitspieler“ wahrgenommen, was zu internen Spannungen geführt hatte. Diese verstärkten sich noch, als der Frontmann mitten im Schreibprozess zu The Lamb einem Angebot des Regisseurs William Friedkin für ein gemeinsames Filmprojekt nachkommen wollte. Als es Ende Juli, kurz vor den Albumaufnahmen, dann noch zu Komplikationen bei der Geburt von Gabriels erster Tochter kam, war die gegenseitige Entfremdung perfekt: Die anderen (noch kinderlosen) Bandmitglieder zeigten wenig Verständnis für Gabriels Wunsch, sich verstärkt um Frau und Kind zu kümmern, anstatt all seine Zeit in den Dienst der Band zu stellen, deren Durchbruch in den USA mit Händen zu greifen war. Laut späterer Aussage des Sängers fühlte er sich durch die damaligen Umstände „entmenschlicht“.
Gabriels Abschied erfolgte schließlich am 22. Mai 1975 mit dem letzten Konzert der The-Lamb-Lies-Down-on-Broadway-Tour im französischen Besançon, wurde aber erst im August publik gemacht. Ursprünglich wollte der Musiker dem Rock-Geschäft für immer Lebewohl sagen, aber noch im selben Jahr nahm er schon wieder erste Demos mit Solomaterial auf. Im Frühjahr 1976 fand in den Londoner Trident Studios eine Session statt, bei der Gabriel zusammen mit Anthony Phillips, Mike Rutherford, Phil Collins und John Goodsall von Brand X unter anderem frühe Versionen seiner Stücke Here Comes the Flood, Slowburn und Flotsam and Jetsam aufnahm. Der Song Solsbury Hill von seinem ersten Solo-Album Peter Gabriel (1977) war eine Allegorie über seinen Abschied von Genesis, in der er seine Ex-Kollegen mit Zeilen wie „no-one taught them etiquette“ bedachte. Trotz der damals harten zwischenmenschlichen Konflikte sind sich Gabriel und Genesis bis heute in Freundschaft verbunden geblieben – in späteren Jahren äußerte die Band nachträglich volles Verständnis für seine Entscheidung, der Familie den Vorrang zu geben.

### Die Phil-Collins-Ära

#### Phase zu viert

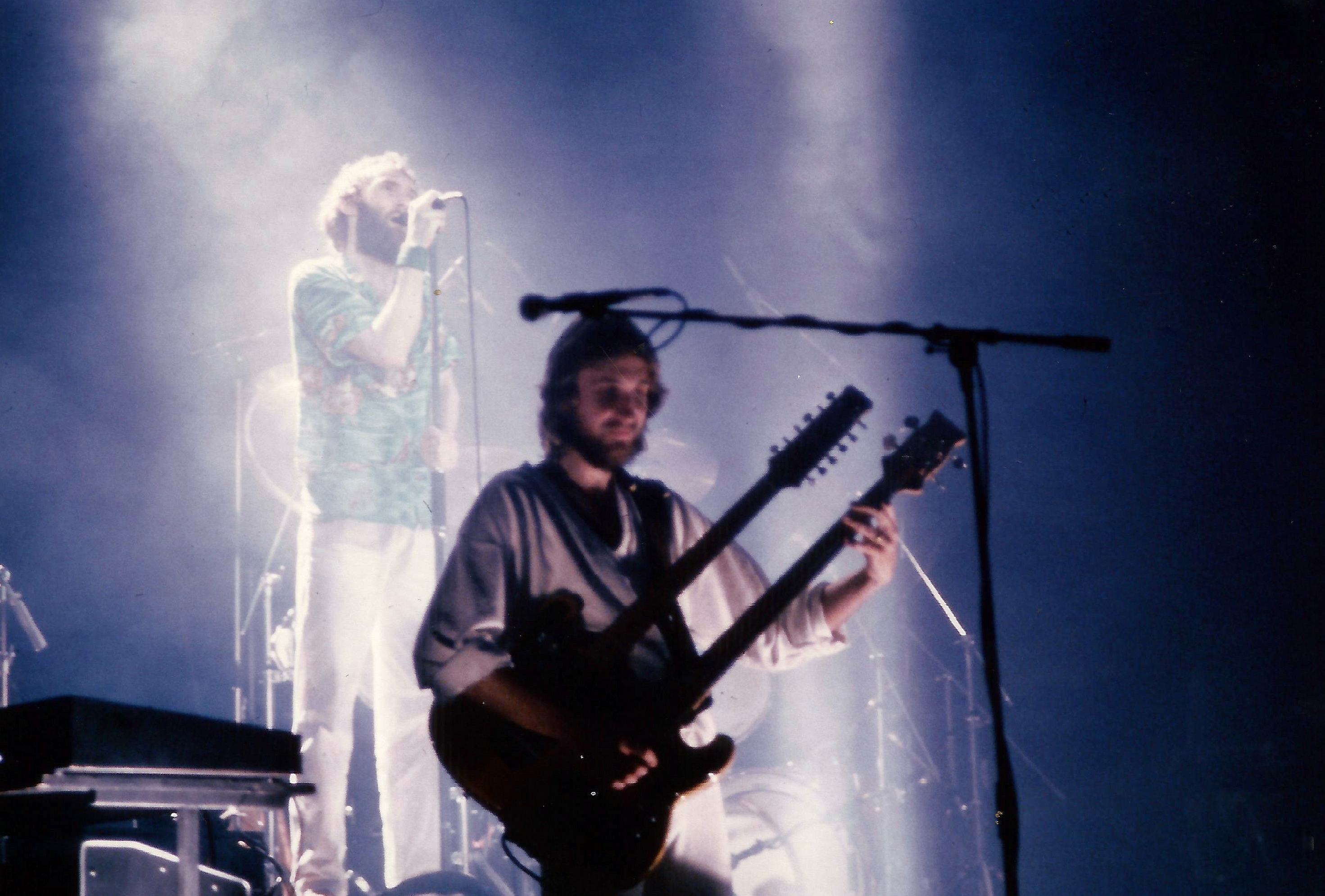
Mike Rutherford und Phil Collins bei einem Live-Konzert im Empire Theatre, Liverpool (1980)

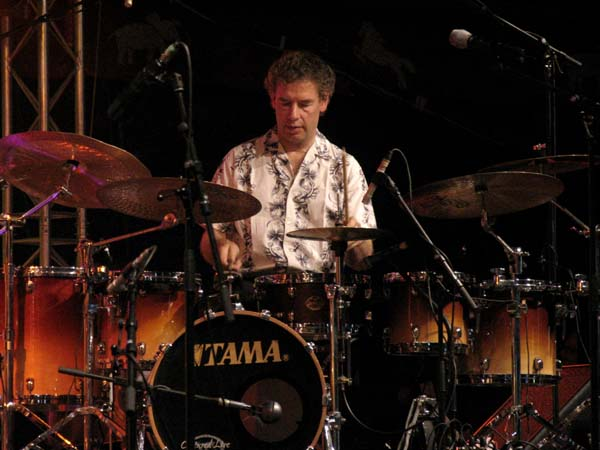
Bill Bruford in Deutschland beim Moers Festival (2004)

Auf der Suche nach einem Nachfolger für Peter Gabriel probierten die verbliebenen Bandmitglieder zahlreiche Sänger aus, bevor sie erkannten, dass der passende Mann für den Job sich bereits in ihren eigenen Reihen befand: Der Schlagzeuger Phil Collins, der schon von Anfang an auch als Background-Sänger der Band überzeugt hatte, übernahm schließlich die Position des Lead-Sängers. Nach eigenen Angaben fühlte sich Collins jedoch mit dieser Position zunächst bloßgestellt und wollte den „Schutzwall seines Schlagzeugs“ eigentlich gar nicht verlassen. Das von David Hentschel (vormals Toningenieur des Albums Nursery Cryme) produzierte erste Album der Nach-Gabriel-Ära, A Trick of the Tail, wurde 1976 von Fans und Kritikern freundlich aufgenommen und verkaufte sich besser als alle bisherigen Genesis-Alben. Am Ende des instrumentalen Stücks Los Endos war ein auf Peter Gabriel gemünztes Selbstzitat aus der Suite Supper’s Ready zu hören: „There’s an angel standing in the sun …freed to get back home“. Nach Meinung vieler klang Collins’ Stimme „mehr nach Gabriel als Gabriel selber“. Bei den Liveauftritten der Trick-Tour übernahm der ehemalige Yes/King-Crimson-Schlagzeuger Bill Bruford den Posten von Collins, damit dieser sich auf das Singen konzentrieren konnte. Gleichwohl führte Collins gemeinsam mit Bruford bereits die ersten Schlagzeug-Duette ein, die später zum Markenzeichen von Collins’ Soloauftritten wurden. Sein Ansatz als Frontmann bei Live-Auftritten unterschied sich nicht nur durch seine Schlagzeugeinlagen von Gabriels theaterinspirierten Auftritten, seine Interpretationen der Gabriel-Stücke klangen beschwingter. Jahre später, beim Milton-Keynes-Reunion-Konzert von 1982, offenbarte Gabriel Collins, dass er die Lieder besser als er selbst sänge, jedoch nie wie er.
Im Dezember 1976 wurde das Album Wind & Wuthering in Großbritannien veröffentlicht, im Januar 1977 auch weltweit. Es war das erste von zwei in den Hilvarenbeeker Relight Studios aufgenommenen Genesis-Alben. Der Albentitel war Emily Brontës Roman Sturmhöhe (englisch Wuthering Heights) entlehnt, dessen letzte Zeilen „how anyone could ever imagine unquiet slumbers for the sleepers in that quiet earth“ auch die Titel des siebten und achten Stücks des Albums inspirierte. Das Album beinhaltete u. a. die komplexe mehrteilige Suite One for the Vine. Bei den Live-Auftritten sitzt seit 1977 der Jazz-Fusion-Musiker Chester Thompson am Schlagzeug, der zuvor unter anderem bei Weather Report und Frank Zappa gespielt hatte. Im Studio und bei längeren Live-Instrumentalparts spielte Collins bis zur letzten Aufnahme 2007 zusätzlich zu Thompson Schlagzeug.
Die beiden unter der Viererbesetzung entstandenen Prog-Alben A Trick of the Tail und Wind & Wuthering trugen zum Image von Genesis als „Bombastrocker“ bei. Besonders der extrem voluminöse Klang des legendären Moog-Taurus-Basspedals durch Mike Rutherford trug maßgeblich zum unverwechselbaren, kraftvollen Sound von Genesis bei. Die zunehmende Popularität des Punk wird nicht selten als Gegenbewegung dazu angesehen.

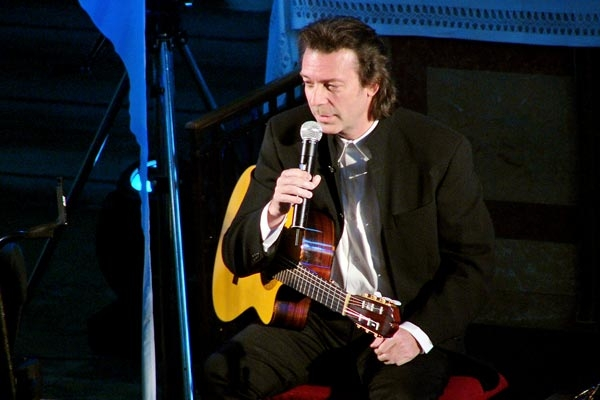
Steve Hackett bei einem Konzert in Braunschweig, 2005

#### Ausstieg Steve Hacketts 1977
Der Gitarrist Steve Hackett fühlte sich in seiner künstlerischen Freiheit in der Band vor allem durch Tony Banks und eine zunehmende Keyboard-Orientierung des Genesis-Sounds stark eingeschränkt. Hackett war auch das erste Bandmitglied, das mit Voyage of the Acolyte 1975 ein Soloalbum veröffentlicht hatte, mit dem er respektable Erfolge erzielen konnte. Bei den Aufnahmen zu Wind & Wuthering wollte er ein Viertel des Albums zugestanden haben, um sein Songmaterial unterbringen zu können, was laut Collins allerdings „eine blöde Art und Weise war, in einem Band-Kontext zu arbeiten“. Banks, Collins und Rutherford versuchten ihn zu beschwichtigen, indem sie ihm bei den beiden Instrumentalstücken ‘Unquiet Slumbers for the Sleepers… / …In That Quiet Earth’ (ursprünglich ein einzelner Song) zusätzlichen kompositorischen Spielraum überließen. Hacketts eigene Komposition Please Don’t Touch fand jedoch bei den Kollegen keinen Gefallen und wurde auf dem Album durch einen anderen Instrumentaltitel, Wot Gorilla?, ersetzt, während das von Hackett gemeinsam mit Phil Collins geschriebene Blood on the Rooftops nie bei den Live-Auftritten der Band gespielt wurde. Nach der Veröffentlichung der Spot the Pigeon-EP (1977), die aus weiteren Stücken der Wind & Wuthering-Sessions bestand, verließ Hackett schließlich die Band, als sie gerade dabei war, das Live-Album Seconds Out abzumischen.

#### Vom Prog-Rock zum Mainstream-Rock
Die Gruppe entschied sich, als Trio weiterzumachen, was durch den Titel ihres 1978er Albums … And Then There Were Three … reflektiert wurde. Mike Rutherford übernahm ab hier das Gitarrenspiel bei den Studioaufnahmen und wechselte sich bei Live-Auftritten mit Daryl Stuermer an Gitarre und Bass ab. Mit dem ersten Album in Trio-Besetzung begann auch eine Neuorientierung weg von zehnminütigen Prog-Epen hin zu kürzeren, radiofreundlicheren Songs. Mit Follow You, Follow Me landete die Band in den USA ihren ersten Hit, was entscheidend dazu beitrug, dass And Then There Were Three in den Vereinigten Staaten „vergoldet“ wurde.
1979 kam es nach Aussage der Band zur größten Gefährdung des Fortbestehens von Genesis seit dem Weggang von Anthony Phillips neun Jahre zuvor: Phil Collins zog ins kanadische Vancouver, um seine in die Brüche gehende Ehe zu retten. Zwei Monate und eine Scheidung später kehrte er nach Großbritannien zurück und verarbeitete seine Erfahrungen im Album Duke (1980). Collins äußerte sich später, dass die gescheiterte Ehe seine Entwicklung als Songschreiber beschleunigt habe. Duke war tatsächlich das erste Genesis-Album, auf dem Banks, Collins und Rutherford gleichen Kompositionsanteil hatten. Während sie auf And Then There Were Three bemüht waren, kürzere und prägnantere Lieder zu schreiben, stellte Duke den eigentlichen Übergang Genesis’ vom Progressive Rock in Richtung des massenkompatiblen und überaus erfolgreichen Poprock der 1980er Jahre dar. Duke selbst schlug hier noch erfolgreich eine Brücke, doch auf den folgenden Alben trat ihr progressiver Sound immer mehr in den Hintergrund und blieb zuletzt nur noch in marginalen Ansätzen vorhanden; vollständig ignoriert wurde er aber nie, sondern dem moderneren Sound der Achtziger angepasst. Die Nutzung eines Drumcomputers war ein gleichbleibendes Merkmal künftiger Genesis- und Collins-Soloalben. Die kommerzieller gestaltete Musik erhielt bei den Massenmedien gute Kritiken. Duke war für Genesis der erste Nummer-eins-Erfolg in den BBC-Album-Charts, und die Auskopplungen Turn It On Again und Misunderstanding waren zwei von der Band gern und häufig gespielte Songs.

#### Aufstieg in Superstar-Sphären

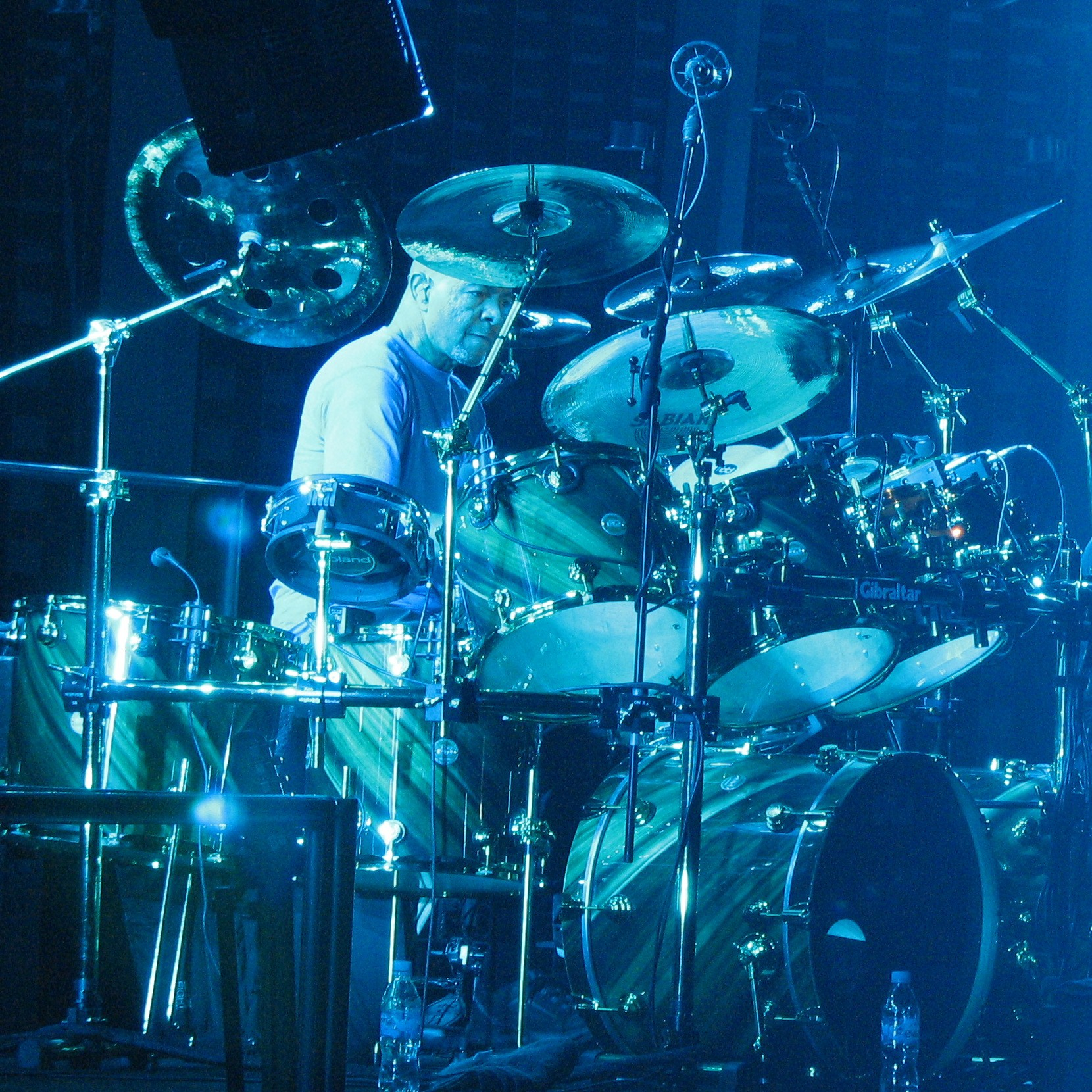
Chester Thompson, 2007 in der Mellon Arena, Pittsburgh

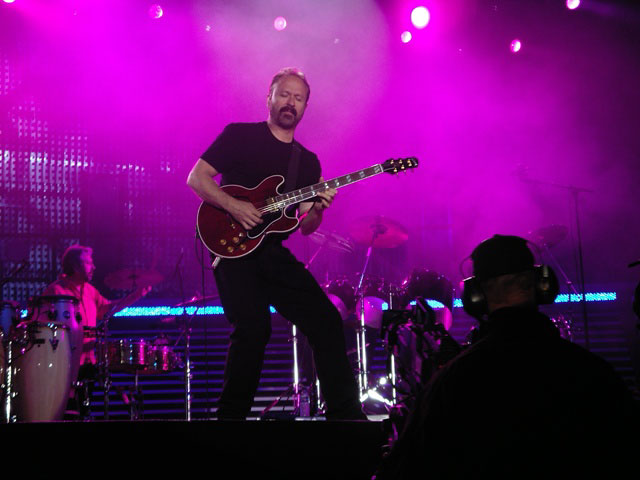
Daryl Stuermer bei einem Phil-Collins-Konzert in Düsseldorf (2005)

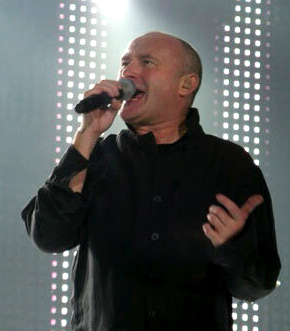
Phil Collins bei einem Konzert in Düsseldorf (2005)

Anfang der 1980er Jahre verfügte die Band erstmals in ihrer Geschichte über größere finanzielle Mittel und konnte so das eigene Tonstudio The Farm in Surrey aufbauen, in dem sämtliche weiteren Alben aufgenommen wurden. Den Anfang machte 1981 das minimalistisch anmutende Album Abacab, mit dem die Band versuchte, einen Großteil ihres Bombasts abzuwerfen und neue Wege bei den Arrangements zu beschreiten. Für den Song No Reply at All wurde die als Phenix Horns auftretende Bläsersektion der Gruppe Earth, Wind and Fire engagiert. Bezeichnend für Abacab war der Einsatz des Collins-typischen gated-reverb-Drumsounds, der von Hall-, Lautstärke- und Kompressionseffekten gekennzeichnet ist und Anfang desselben Jahres bereits maßgeblich zum Erfolg von Collins’ Welthit In the Air Tonight sowie seines Debütalbums Face Value beigetragen hatte. Entwickelt wurde dieser besondere Sound ursprünglich von Peter Gabriel, dem Koproduzenten Hugh Padgham und Collins bei den Aufnahmen zu Intruder, dem ersten Song auf Gabriels 1980er Album. Der gated-Drumsound sollte auch zu dem Markenzeichen sämtlicher zukünftiger Genesis- und Collins-Alben schlechthin werden.
1982 veröffentlichte die Band das Live-Doppelalbum Three Sides Live. Die US-Version dieses Albums bestand aus drei (Schallplatten-)Seiten Live-Material (daher der Albumtitel) plus einer Seite mit Studioaufnahmen, darunter der Song Paperlate, auf dem erneut die „Earth,-Wind-and-Fire“-Bläser zu hören sind. In Großbritannien waren drei der unveröffentlichten Titel der Studio-Seite bereits mit der EP 3 × 3 auf den Markt gekommen. Daher enthielt die britische Version von Three Sides Live weiteres Livematerial, das allerdings älter war und von früheren Tourneen stammte.
Am 2. Oktober 1982 fand in Milton Keynes unter dem Namen Six of the Best ein einmaliges Reunion-Konzert statt, an dem sowohl Peter Gabriel als auch (bei den Zugaben) Steve Hackett teilnahmen. Die Organisation fand unter großem Zeitdruck statt; die Konzerteinnahmen sollten dem finanziell angeschlagenen WOMAD-Projekt Gabriels zugutekommen. Zum Leidwesen der Fans existieren von diesem Auftritt keine offiziellen Aufnahmen.
Das Album Genesis, in Fankreisen auch als Shapes oder Mama-Album bekannt, war 1983 das dritte Nummer-eins-Album in Großbritannien. Es enthielt radiofreundliche Titel wie Mama und That’s All. Mit Home by the Sea, das aufgrund seiner Pentatonik in Asien besonders beliebt war, erfolgte eine Reminiszenz an die Zeiten langer und epischer Songs. Das Stück Just a Job to Do wurde zur Titelmelodie der ABC-Detektivserie The Insiders (1985). Zu dieser Zeit hatte sich das Interesse der Bandmitglieder mehr auf ihre jeweiligen Solokarrieren verlagert, was auch dadurch verdeutlicht wird, dass aus den damaligen Album-Sessions untypischerweise keinerlei zusätzliches Material in Form von Outtakes oder Single-B-Seiten hervorging.
1986, als die Popularität des Solokünstlers Phil Collins ihren Höhepunkt erreicht hatte, veröffentlichten Genesis ihr meistverkauftes Album Invisible Touch. Das Album brachte fünf US-Top-5-Singles hervor: Invisible Touch, In Too Deep, Land of Confusion, Tonight, Tonight, Tonight und Throwing It All Away. Trotz eines eher mageren Platz 15 in den britischen Charts erreichte der Titelsong als einziger Genesis-Titel überhaupt Platz eins in den US-amerikanischen Billboard-Charts (Hot 100). Anfang des Jahres hatte Collins eine Verulkung seiner Person auf Spitting Image, einer britischen Satiresendung, gesehen und war so davon beeindruckt, dass die Macher der Sendung mit der Produktion des Musikvideos zu Land of Confusion beauftragt wurden. Das Video wurde ein beißend-sarkastischer Kommentar zum Kalten Krieg, in dem Banks, Collins und Rutherford und u. a. auch der als Superman verkleidete Ronald Reagan als Gummipuppen dargestellt wurden. Der Clip wurde für den MTV Video Music Award nominiert, der dann allerdings an Gabriels Sledgehammer ging. Anheuser-Busch nutzte Tonight, Tonight, Tonight (ebenso wie Collins’ In the Air Tonight) für ihre Bierwerbung, während In Too Deep im Film Mona Lisa Eingang fand. Das Instrumentalstück The Brazilian wurde im Zeichentrickfilm Wenn der Wind weht verwendet. Auf der Tour zum Album war Genesis 1987 die erste Band, die im Wembley-Stadion vier Abende in Folge vor ausverkauftem Haus spielte. Genesis war damals ebenfalls die erste Band, die Vari*Lite-Lichteffekte, JumboTron-Videoschirme und das Prism-Soundsystem zum Einsatz brachte, die heute zum Standard bei Rockkonzerten in großen Arenen gehören.
Beim Prince’s-Trust-Konzert in der Royal Albert Hall 1988 spielten Phil Collins und Peter Gabriel zum ersten und bislang letzten Mal seit 1982 wieder live zusammen. Collins war an diesem Abend Schlagzeuger der Hausband, die dann auch Gabriel zu seinem Hit Sledgehammer begleitete.

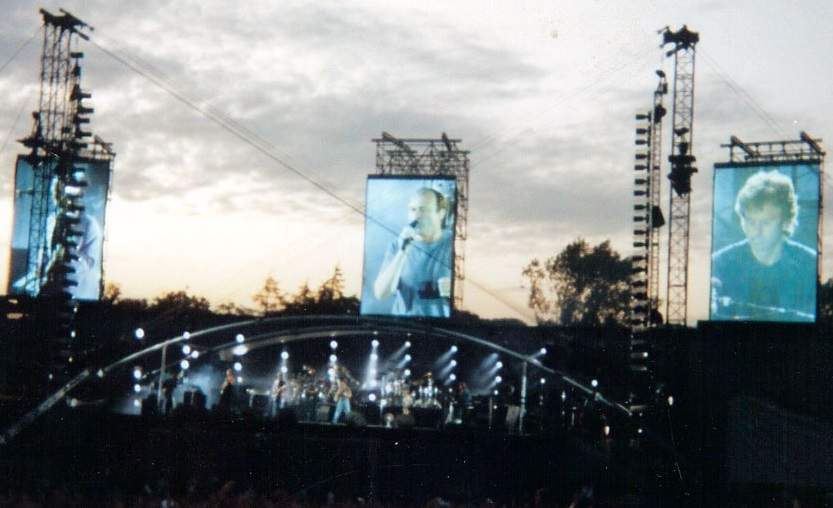
Genesis mit dem Titel Land of Confusion in Knebworth, England (2. August 1992)

Nach einer von Soloaktivitäten ausgefüllten längeren Auszeit – neben Collins war seit Mitte der 1980er Jahre auch Mike Rutherford mit seinem Zweitprojekt Mike and the Mechanics erfolgreich – fand sich die Gruppe 1991 wieder zusammen, um We Can’t Dance zu veröffentlichen, Collins’ bislang letztes Studioalbum mit Genesis. Es beinhaltete zumeist erfolgreiche Singles wie No Son of Mine, I Can’t Dance, Hold on My Heart, Jesus He Knows Me, Tell Me Why und Never a Time, sowie längere Stücke wie Driving the Last Spike und Fading Lights. Den Song Since I Lost You schrieb Collins anlässlich des Todes von Eric Claptons Sohn Conor. Für das Album arbeitete die Band erstmals mit Nick Davis zusammen, der seither alle neuen Veröffentlichungen der Band produziert sowie das ältere Material remastert und remixt hat. Zuvor hatte er 1988 das Mike-&-the Mechanics-Album Living Years als Toningenieur betreut. Der Albenveröffentlichung folgte eine Tournee mit mittlerweile gewohnt gigantischen Ausmaßen. Sie wurde durch zwei The Way We Walk betitelte Live-Alben dokumentiert.
Im März 1996 gab Phil Collins seinen Abschied von der Band bekannt:

„Nach über 25 Jahren bei Genesis bin ich zu der Ansicht gekommen, dass es Zeit ist, die Richtung meines musikalischen Lebens zu verändern. Für mich zählen jetzt Filmmusik, einige Jazzprojekte und natürlich meine Solokarriere. Ich wünsche den Jungs von Genesis das Allerbeste für ihre Zukunft. Wir bleiben die besten Freunde.“

### Album und Tournee mit Ray Wilson ab 1997

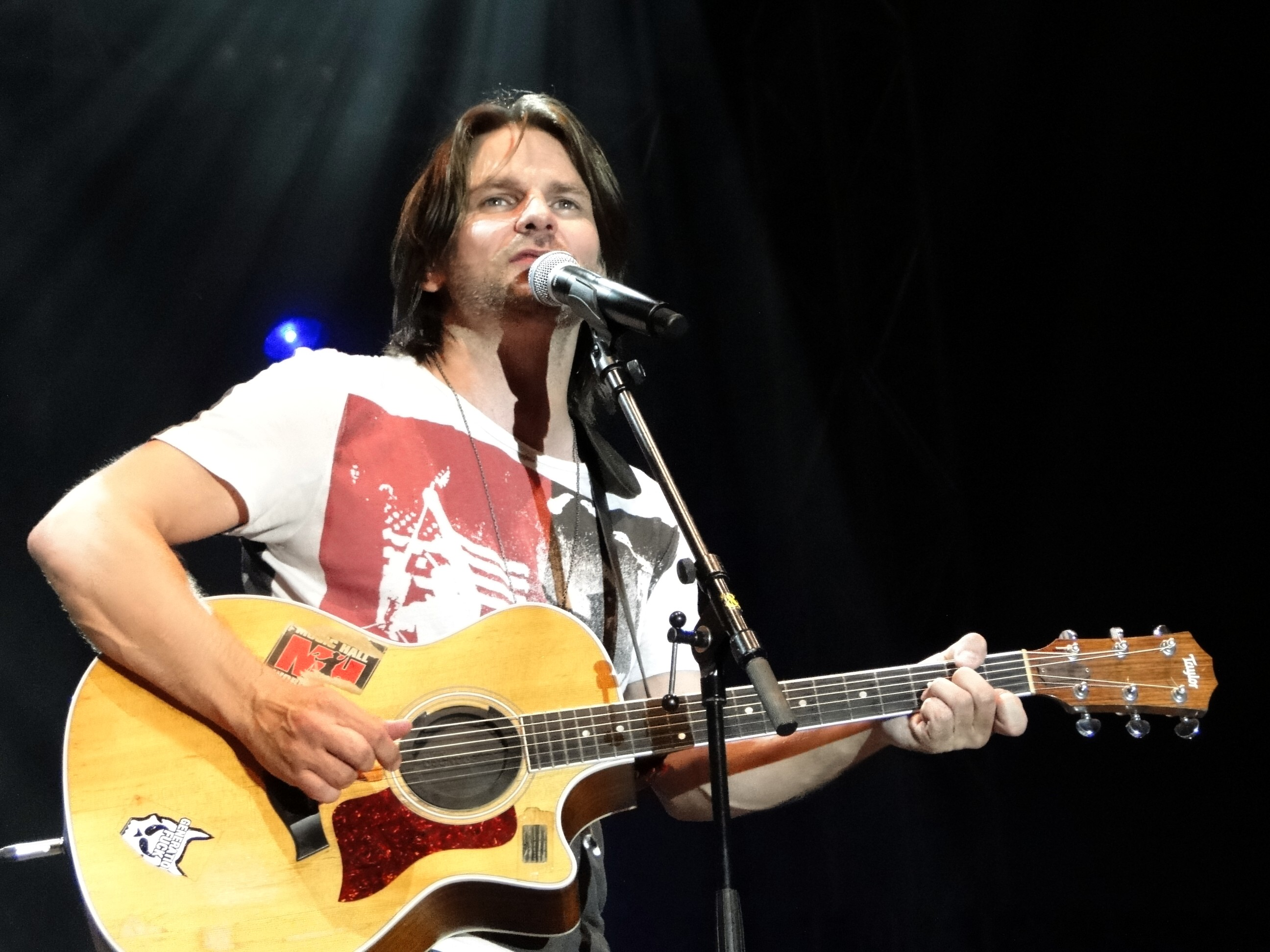
Ray Wilson im Sommer 2010

Rutherford und Banks beschlossen weiterzumachen, benötigten nun aber mehr als nur ein neues Mitglied. Tatsächlich hatte Genesis nicht nur Phil Collins verloren, sondern auch die Live-Musiker Daryl Stuermer und Chester Thompson. Die Band fragte bei Stuermer an, der sich jedoch bereits zu einer Tournee mit Collins verpflichtet hatte. Thompson interessierte sich für die freie Position am Schlagzeug, allerdings machte er sein Engagement von einer Vollmitgliedschaft in der Band abhängig, was Banks und Rutherford ihm nicht einräumen wollten. Schließlich wurden gleich zwei Schlagzeuger verpflichtet, die sich dann die Arbeit auf dem neuen Album teilten: Nir Zidkyahu, ein israelischer Session-Schlagzeuger, der bei der Band Hidden Persuaders gespielt hatte, und Nick D’Virgilio von Spock’s Beard. Die beiden Schlagzeuger hatten durchaus unterschiedliche Spielweisen, D’Virgilio bevorzugte weichere, subtile Rhythmen im Gegensatz zu Zidkyahus dynamischem und Bombast-artigem Spiel.
Als neuen Lead-Sänger engagierten Banks und Rutherford nach wilden Spekulationen der Fans (über Paul Carrack von Rutherfords Nebenband Mike and the Mechanics, den Ex-Marillion-Sänger Fish, mit dem Banks bereits zusammengearbeitet hatte, und sogar eine Rückkehr Peter Gabriels) den früheren Stiltskin-Sänger Ray Wilson. Dem Produzenten Nick Davis zufolge war David Longdon, später Sänger der Band Big Big Train, der einzige andere ernsthaft in Erwägung gezogene Anwärter. Kevin Gilbert wurde zum Vorsingen eingeladen, kam jedoch kurz davor auf tragische Weise ums Leben. Ebenfalls beworben hatten sich Francis Dunnery (It Bites) und Nick van Eede (Cutting Crew).
Das Album … Calling All Stations … (1997) verkaufte sich in Europa ordentlich, die erfolgreichste Single-Auskopplung Congo kam in den britischen Charts auf Platz 29. Bei den Live-Konzerten übernahm Nir Zidkyahu das Schlagzeug, außerdem wurde Anthony Drennan, der bei Paul Brady und den Corrs tätig gewesen war, als Session-Gitarrist angeheuert. In den USA war das Album mit Wilson ein kommerzieller Misserfolg und erreichte nicht einmal die Top 50 der Billboard-Charts. Die geplante US-Tournee musste von Genesis aufgrund fehlender Nachfrage storniert werden. Weitere geplante Alben mit Ray Wilson wurden nicht mehr verwirklicht.
Zwischen der Europatour 1998 und dem Jahr 2006 war die Band bis auf Archiv-Veröffentlichungen und diverse Soloprojekte nicht mehr aktiv. In mehr oder weniger regelmäßigen Abständen tauchten immer wieder Gerüchte einer Reunion auf, die sich jedoch immer als falsch erwiesen. Mitte 1998 versammelten sich sämtliche verfügbaren Bandmitglieder der frühen Jahre (die „klassischen 5“ plus Anthony Phillips und John Silver), um anlässlich der Veröffentlichung von Archive I – 1967–1975 Interviews zu geben und für Pressefotos zu posieren. Im Oktober 1999 beinhaltete die Zusammenstellung Turn It On Again – The Hits eine von Trevor Horn produzierte Neuaufnahme von Carpet Crawlers, die zwar von der gesamten Originalbesetzung des Stückes, jedoch getrennt eingespielt worden war. Im Jahr 2000 gab das Trio Banks/Collins/Rutherford im Londoner Hilton-Hotel ein Privatkonzert für Bandmanager Tony Smith in Form eines kurzen Akustiksets.

### Die Rückkehr von Phil Collins

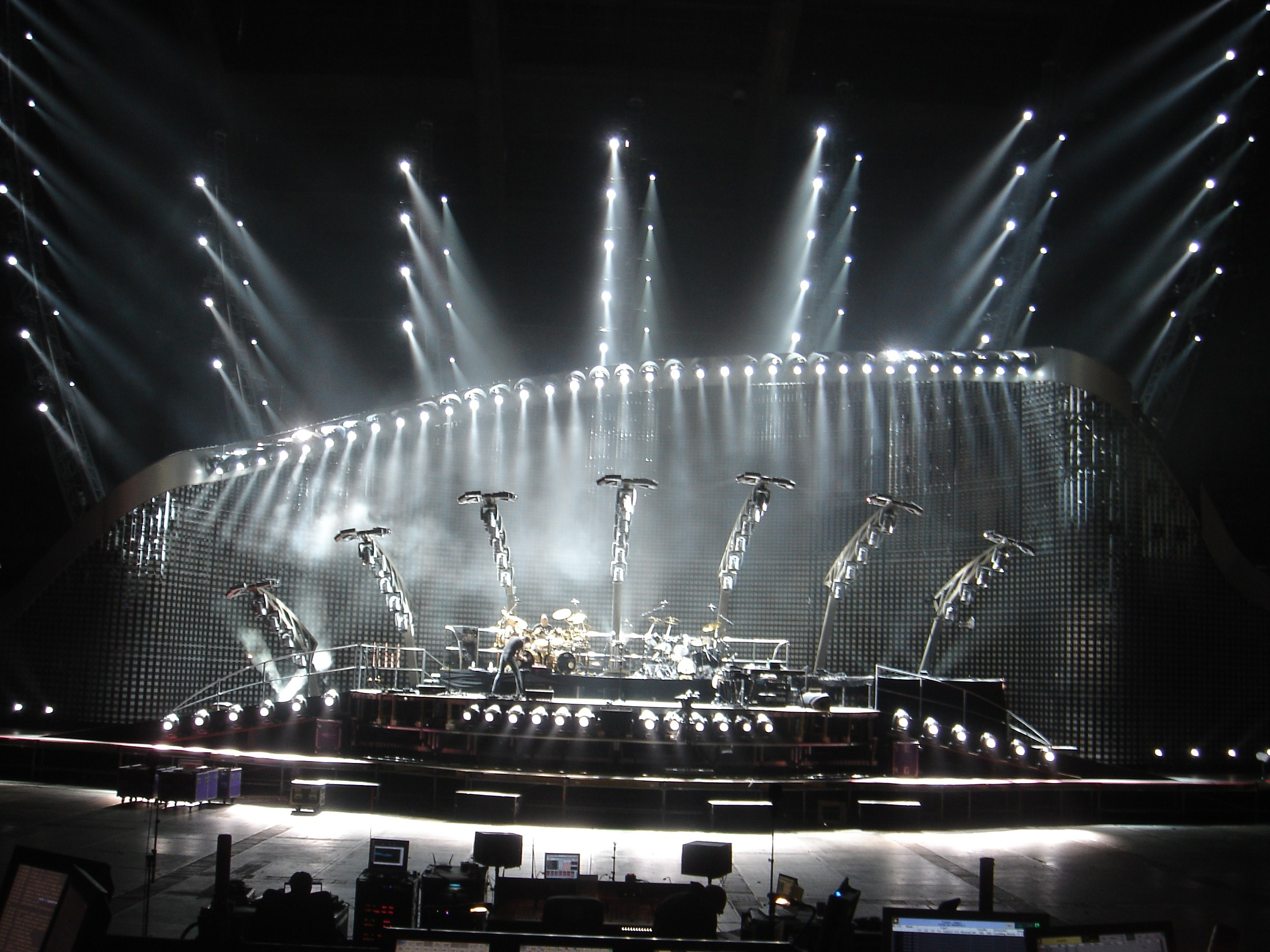
Licht- und Bühnentechnik zu Turn it on Again – The Tour

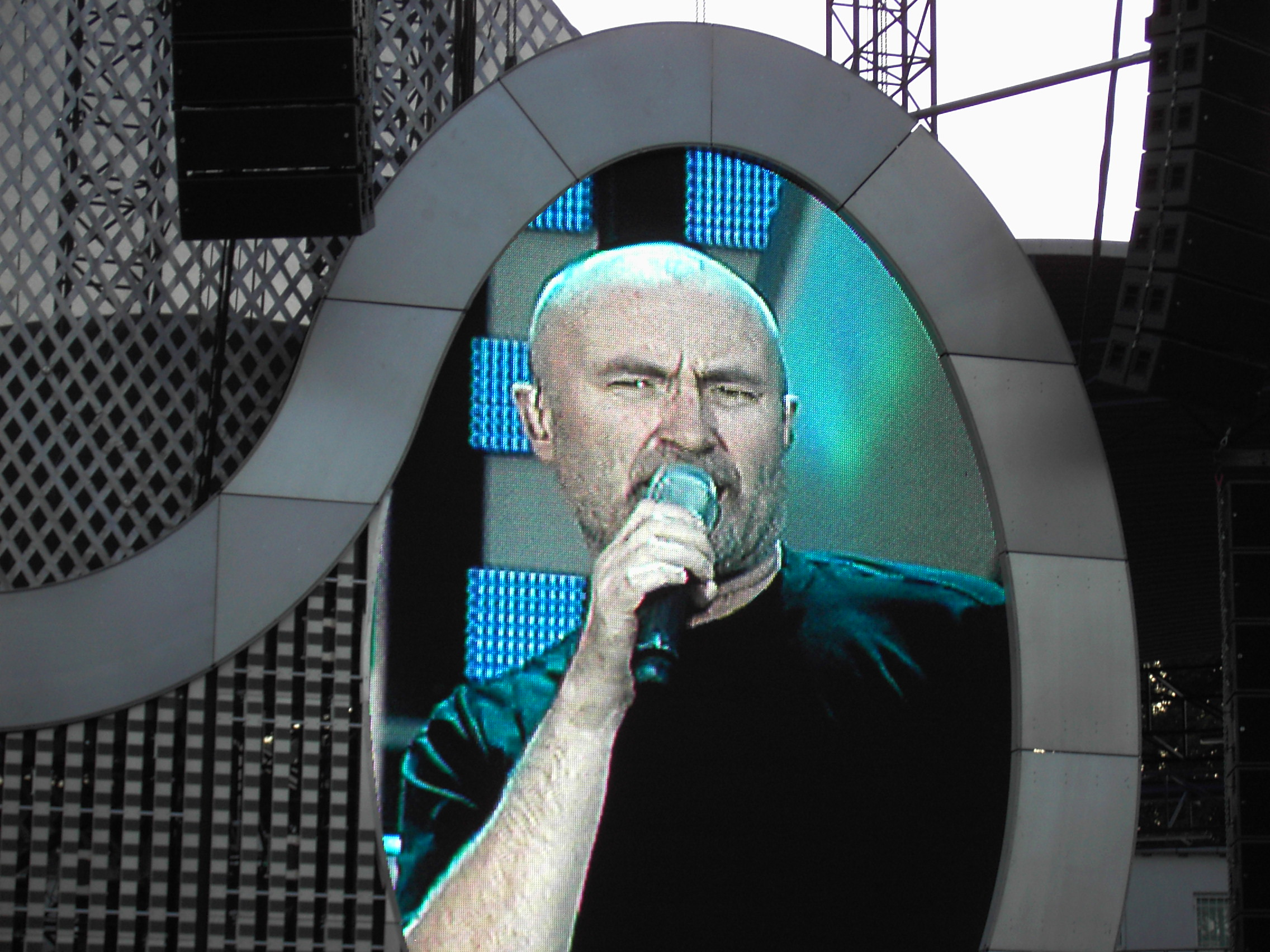
Phil Collins live in Linz am 19. Juni 2007

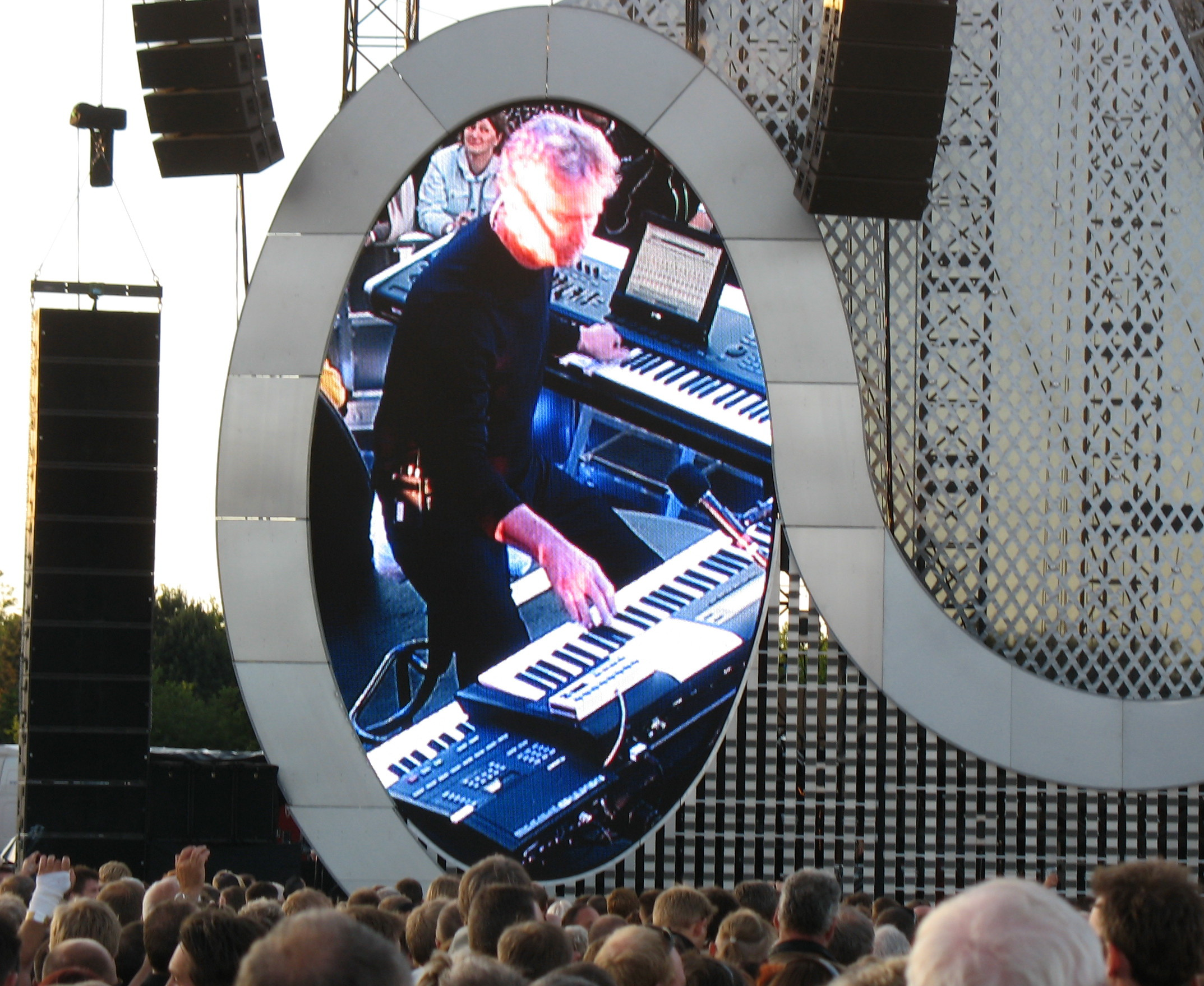
Tony Banks, 2007

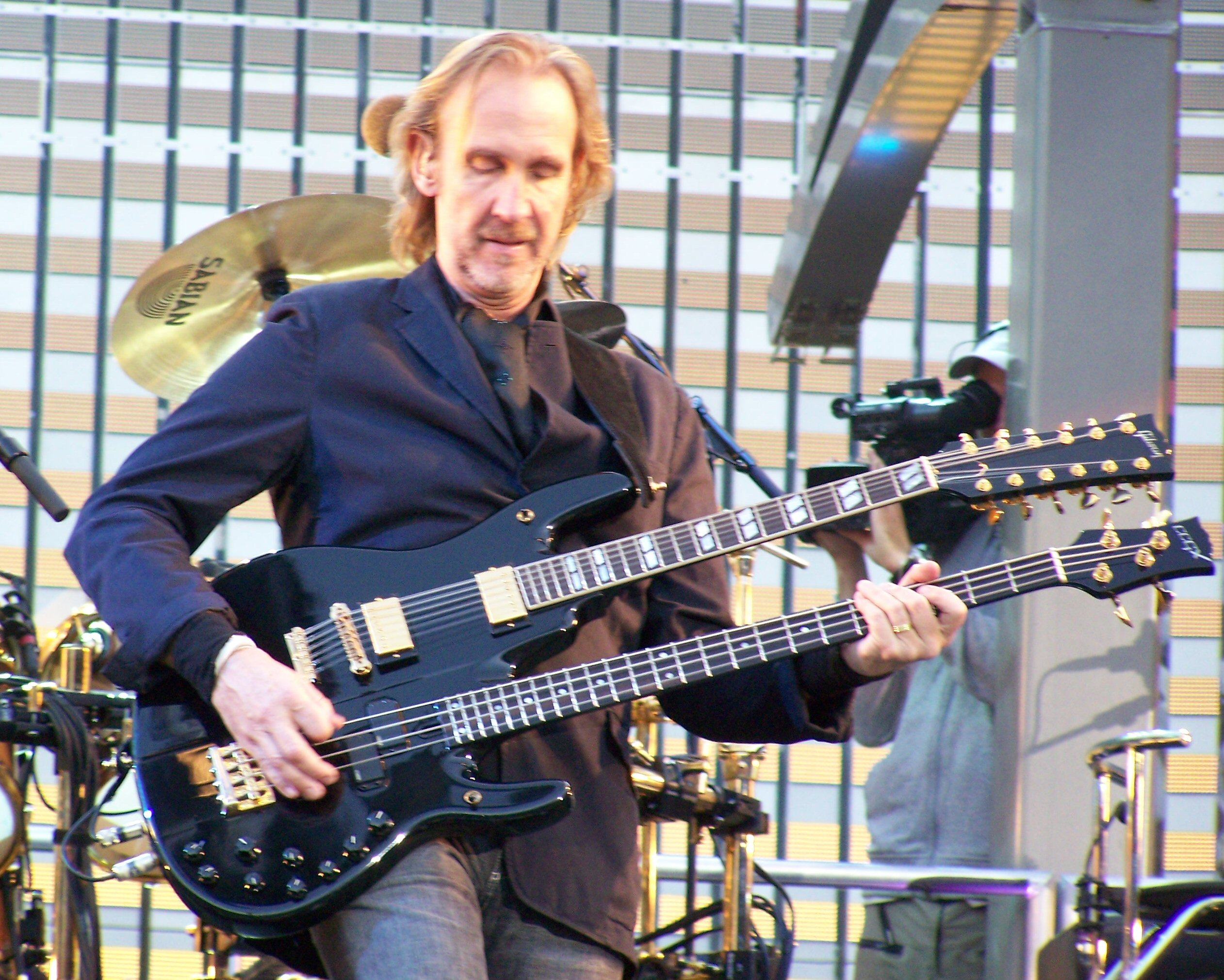
Mike Rutherford, 2007

Im Oktober 2006 wurde verlautbart, dass für 2007 eine Tour durch Europa und die USA in der Besetzung Banks/Collins/Rutherford geplant sei. Die Idee, The Lamb Lies Down on Broadway mit Peter Gabriel und Steve Hackett erneut auf die Bühne zu bringen, wurde verworfen, da Gabriel vorerst nicht zur Verfügung stand. Daher entschieden sich Banks/Collins/Rutherford dazu, als Kern-Trio weiterzumachen.  
Am 7. November 2006 wurde Turn it on Again – The Tour auf einer Pressekonferenz in London angekündigt, um am 11. Juni 2007, fast genau vierzig Jahre nach Gründung der Band, in Helsinki zu starten. Die Tour umfasste insgesamt 22 Konzerte in Europa, neun davon in deutschen Stadien. Innerhalb von neun Stunden wurden allein in Deutschland 200.000 Konzertkarten verkauft. Der Abschluss des Europaabschnitts der Tour erfolgte am 14. Juli in Rom, wo die Band im Circus Maximus bei freiem Eintritt von etwa einer halben Million Zuschauer gesehen wurde. Vom 7. September (Toronto) bis 13. Oktober (Los Angeles) ging es für 24 Konzerte nach Kanada und in die USA. Verstärkt wurde die Band wieder durch ihre alten Begleiter Daryl Stuermer und Chester Thompson. Die Setlist umfasste Stücke aus der Zeit von 1973 bis 1991. Aus diesem Material der Tour wurde das Live-Album Live over Europe 2007 zusammengestellt und mit der Live-DVD When in Rome die Tour dokumentiert.

### Genesis-Boxsets
2007 brachte die Band zudem zwei Boxsets mit digital remasterten und neu abgemischten Original-Alben heraus. Die erste Box umfasst die Schaffensperiode 1976–1982 und enthält die Alben A Trick of the Tail, Wind & Wuthering, … And Then There Were Three …, Duke und Abacab, die zweite Box deckt die Jahre 1983–1998 ab und enthält die Alben Genesis, Invisible Touch, We Can’t Dance und … Calling All Stations ….
Als Besonderheit wurden die Aufnahmen auf Hybrid-SACD und DVD-Video veröffentlicht und liegen auf der DVD im 5.1-DTS- und Dolby-Digital-Sound vor. Die DVD enthält zusätzlich noch die Musik-Videos der entsprechenden Alben und dazugehörige Live-Auftritte der Gruppe. Weiterhin ist in beiden Boxsets jeweils eine Bonus-Hybrid-SACD und Bonus-DVD mit den Non-Album-Tracks der jeweiligen Periode, seltenen Videoaufnahmen, sowie aktuellen Interviews enthalten.
Ende 2008 folgte in der gleichen umfangreichen Ausstattung das Boxset 1970–1975, das die Alben Trespass bis The Lamb Lies Down on Broadway abdeckt. Als „Sahnehäubchen“ enthalten sind unter anderem die Jackson-Tapes von 1970, in denen spätere Stücke der Band bereits embryonal enthalten waren, sowie auf DVD alle Original-Dias, die 1974/75 bei den The-Lamb-Shows zu sehen waren. Die Box verkaufte sich von allen am besten und belegte in den deutschen Charts einen beachtlichen 22. Platz.
Im September 2009 erschien das vierte Boxset 1973–2007 Live, das die geremixten Live-Alben von Genesis inklusive Bonus-Material enthält (minus Live over Europe 2007). Ein fünftes Boxset, 1981–2007: The Movie Box, folgte im November.

### Ruhephase ab 2009
Im April 2009 musste sich Phil Collins einer Halswirbeloperation unterziehen; seitdem hat er ein Taubheitsgefühl in den Händen, so dass er kaum noch Schlagzeug spielen kann.
Im Dezember 2009 wurde die Aufnahme von Genesis in die Rock and Roll Hall of Fame bekanntgegeben. Die Prozedur fand im März 2010 unter Anwesenheit von Banks, Collins, Rutherford und Hackett statt. Gabriel entschuldigte sein Fernbleiben damit, seine Live-Tournee vorbereiten zu müssen.
Im März 2011 wurde ein Interview mit Collins von den Medien als das Ende seiner musikalischen Karriere gedeutet.
In einem Interview mit dem Rolling Stone sagte Peter Gabriel im September 2011, dass ein Wiedersehen mit der klassischen Besetzung nicht ausgeschlossen, aber sehr unwahrscheinlich sei.
In einem Interview mit BBC Breakfast am 4. Mai 2012 sagte Banks, dass es wahrscheinlich kein Comeback von Genesis mehr geben werde, und erklärte: „Ich denke, wir werden es wahrscheinlich nicht tun. Phil hat sich irgendwie etwas wegbewegt. Wir haben diese letzte Tour vor drei oder vier Jahren als eine Art Abschied gemacht. Das war die Idee davon.“
Steve Hackett war von April 2013 bis März 2015 mit der Musik von Genesis auf Welttournee. Bei den Stücken The Carpet Crawlers, I Know What I Like und Firth of Fifth wurde er dabei gelegentlich von Ray Wilson gesanglich unterstützt.
Bei einem Interview deutete Phil Collins im November 2013 überraschend an, bald wieder Solo-Material veröffentlichen oder sogar Genesis wiederbeleben zu wollen: „Ich habe angefangen darüber nachzudenken, neue Sachen zu machen, einige Shows, sogar mit Genesis. Alles ist möglich. Wir könnten in Australien und Südamerika touren. Wir waren noch nicht dort.“
Mike Rutherford veröffentlichte 2014 mit Rhythmen des Lebens – Die erste Genesis-Autobiografie (Originaltitel The Living Years) als erstes Bandmitglied von Genesis eine Autobiographie, die in weiten Teilen die Entwicklung der Gruppe aus seiner Perspektive und Erinnerung beschreibt.
Im Herbst 2014 erschien die 3-CD-Kollektion R-Kive. Diese enthält neben Genesis-Titeln auch ausgewählte Musikstücke aus den Repertoires von Phil Collins, Peter Gabriel, Tony Banks, Steve Hackett und Mike Rutherford.

### Tournee 2021 / 2022 und die Beendigung der Live-Aktivitäten
Im März 2020 gaben Collins, Banks und Rutherford bekannt, im Herbst des Jahres noch einmal gemeinsam eine Reihe von Konzerten, zunächst in Großbritannien, geben zu wollen. Die Tournee solle den Titel The Last Domino? tragen. Aufgrund der weltweiten COVID-19-Pandemie wurde sie um ein Jahr verschoben, aber auch um 19 Termine in Nordamerika ergänzt. Die Tournee begann im September 2021. Phil Collins musste aufgrund gesundheitlicher Probleme im Sitzen auftreten; Schlagzeug spielt sein Sohn Nicholas. Aufgrund von Corona-Infektionen innerhalb der Band musste die Tour Anfang Oktober bereits kurz nach dem Start unterbrochen werden. Im Frühjahr 2022 schlossen sich weitere Auftritte an, unter anderem in Deutschland. Beim Abschlusskonzert der Tour am 26. März 2022 in London gab es noch ein Treffen mit Peter Gabriel hinter der Bühne. Es markierte zugleich das Ende der Live-Aktivitäten der Band, wie Phil Collins dem Publikum mitteilte.

## Inspiration und Einflüsse
Genesis waren durch ein breites Musikspektrum von der klassischen Musik bis hin zum Mainstream-Rock und Jazz beeinflusst. Die Arrangements ihres ersten Albums From Genesis to Revelation orientierten sich an The Moody Blues und dem Family-Debütalbum Music In A Doll’s House (1968). Im darauffolgenden Jahr war die gesamte damalige Band von King Crimsons Debütalbum In the Court of the Crimson King (1969) fasziniert, das deutliche Spuren in ihrer Musik hinterließ. Als weitere wichtige frühe Einflüsse wurden von den Musikern Bands mit klassischen Anklängen wie Procol Harum und The Nice genannt, aber auch die Folkrock-Band Fairport Convention.
Banks bezeichnete Alan Price von den Animals als „die erste Person, die mich der Orgel im Rock-Kontext bewusst werden ließ“. Zu seinen Einflüssen aus der Klassik zählt der Pianist Rachmaninow, die Komponisten Ravel, Mahler und Schostakowitsch. Collins war Buddy Rich und dem jazzigen Mahavishnu Orchestra zugetan, die Eingang in seinen Schlagzeugstil fanden. Gabriel ließ sich gesanglich von persönlichen Favoriten wie Nina Simone, Otis Redding und Familys Roger Chapman inspirieren. Alle Mitglieder der Fünferbesetzung waren zudem Fans der Beatles, auch wenn deren Einfluss eher selten zu erahnen ist (etwa bei I Know What I Like).
Teile der britischen Musik-Mockumentary-Fernsehserie Brian Pern: The Life of Rock with Brian Pern von 2014–2016 parodieren die Biographien von Genesis und Peter Gabriel.

## Coverversionen von Genesis-Songs und Einfluss auf andere Bands
Die meisten (Ex-)Mitglieder der Band haben bei ihren Solo-Konzerten auch Genesis-Material im Programm. Steve Hackett begann 2013 eine ganze Tournee mit Genesis-Stücken der 1970er Jahre. Zu Gabriels Live-Repertoire gehörten zu Beginn seiner Solokarriere die Titel The Lamb Lies Down on Broadway und Back in NYC. Collins spielte seine Neuinterpretation von Behind the Lines, sowie später auch I Can’t Dance, Turn It On Again, Misunderstanding und Invisible Touch. Mike and the Mechanics spielten u. a. Follow You Follow Me und I Can’t Dance. Etliche Genesis-Songs wurden von Ray Wilson live interpretiert und sind auf verschiedenen Live-Alben dokumentiert. Seit 2009 tourt Wilson in Sachen Genesis regelmäßig mit dem Berlin Symphony Ensemble, zu hören auf Genesis Klassik – Live in Berlin und Genesis Classic – Live in Poznan.
Der erste Künstler, der einen Genesis-Song im Studio coverte, war Phil Collins mit Behind the Lines auf seinem Debütalbum Face Value. 1992 spielte die deutsche Band Mekong Delta eine Thrash-Metal-Version von Dance on a Volcano für ihr Album Kaleidoscope ein. 1993 versuchte sich Fish auf seinem Fremdkompositionen vorbehaltenen Werk Songs from the Mirror an I Know What I Like. Im selben Jahr war Carpet Crawlers in der Interpretation der deutschen Band M. Walking on the Water auf deren EP Pictures of an Exhibitionist zu hören. Das 1998 postum veröffentlichte Album Sketches for My Sweetheart the Drunk von Jeff Buckley enthielt eine Coverversion von Back in NYC. Jordan Rudess von Dream Theater nahm 2007 für sein Tribut-Album The Road Home ein Rearrangement von Dance on a Volcano mit Sänger Neal Morse (Spock’s Beard) auf, zu dem es positives Feedback von Tony Banks gab; ferner baute Rudess im Stück JR Piano Medley Teile von Supper’s Ready ein. Zum 40-jährigen Jubiläum von Genesis coverte Simon Collins 2007 den Song Keep it Dark und stellte ihn zum freien Download ins Internet. 2009 sampelte der kanadische Rapper Classified No Reply at All für seine Single Anybody Listening.
Besonderes Interesse genießt das Stück Land of Confusion: Die schwedische Death-Metal-Band In Flames coverte es 2003 auf ihrer EP Trigger, ebenso Disturbed 2005 auf ihrem Album Ten Thousand Fists. Zudem nutzte die schwedische Discopop-Gruppe Alcázar den Refrain des Songs für ihren Hit This is the World We Live In von 2004. Auch die Version der norwegischen Folk-Rock-Band Katzenjammer vom Album A Kiss Before You Go (2011) erreichte einige Bekanntheit.
Es existieren auch ganze Tribute-Alben, auf denen diverse, zumeist unbekanntere Musiker Genesis-Stücke coverten. Die bekanntesten dieser Kompilationen sind The River of Constant Change (1995, unter anderem mit Galahad und der deutschen Tributband Seconds Out), Supper’s Ready (1995, mit Annie Haslam, Kevin Gilbert, Richard Sinclair) und The Fox Lies Down (1998, mit John Wetton, Daevid Allen, The Flower Kings).
Auch Steve Hackett zollte 1996 auf seinem Album Genesis Revisited (US-Titel: Watcher of the Skies) mit den Gästen John Wetton, Bill Bruford, Ian McDonald, Paul Carrack, Chester Thompson, Tony Levin, Colin Blunstone und dem Royal Philharmonic Orchestra seiner ehemaligen Band Tribut. 2012 ließ er Genesis Revisited II folgen, bei dem u. a. Steven Wilson, Nik Kershaw, Francis Dunnery, Simon Collins, Steve Rothery, Mikael Åkerfeldt, Roine Stolt, Neal Morse und abermals Wetton mitwirkten. 2013 nahm Hackett zudem mit Ray Wilson eine Version von The Carpet Crawlers auf.
Des Weiteren wurden den Genesis-Werken Interpretationen von Klassik über Jazz bis zu (Pseudo-)Gregorianischem Gesang zuteil. Auf Phil Collins’ Live-Album A Hot Night In Paris von 1999 sind die Genesis-Stücke That’s All, Invisible Touch, Hold on My Heart und Los Endos, benannt als The Los Endos Suite, im Big-Band-Gewand zu hören. Eine ebenfalls rein instrumentale Angelegenheit war das 2000 von Daryl Stuermer präsentierte Werk Another Side of Genesis mit Smooth-Jazz-Versionen einiger Hits der Band.
Der vor allem mit der Band Spock’s Beard in Erscheinung tretende kurzzeitige Session-Drummer von Genesis, Nick D’Virgilio, wagte sich 2008 in Zusammenarbeit mit dem Produzenten Mark Hornsby an eine Neuinterpretation des kompletten Doppelalbums The Lamb Lies Down on Broadway. Das Rewiring Genesis: A Tribute to The Lamb Lies Down on Broadway genannte Werk wurde von ausgesuchten Musikern aus Nashville mit starken Jazz-Anklängen eingespielt.
Martin Levac, Ex-Schlagzeuger von The Musical Box, veröffentlichte die Alben A Visible Jazz Touch of Genesis (2011) und A Visible Jazz Touch Of Genesis… Live (2013), letzteres mit vollständig anderen Songs.
Aus der Klassik-Abteilung können lediglich das von David Palmer (mittlerweile Dee Palmer) mit dem London Symphony Orchestra und Steve Hackett als Gastmusiker eingespielte Album We Know What We Like (1987) sowie das ebenfalls von Hackett unterstützte zweiteilige Projekt Genesis for two Grand Pianos (2002/05) der Pianisten Yngve Guddal und Roger T. Matte überzeugen.
Tolga Kashif präsentierte 2010 mit dem London Symphony Orchestra das durch Genesis-Kompositionen inspirierte Werk The Genesis Suite. Die verwendeten Stücke von Genesis (1. Land of Confusion / Tonight, Tonight, Tonight, 2. Ripples, 3. Mad Man Moon, 4. Follow You Follow Me, 5. Fading Lights, 6. Entangled, 7. Undertow / Blood on the Rooftops) wurden nicht für Orchester umgeschrieben, sondern neu komponiert und beinhalten nur Spuren der Originale. Das Werk ist eher eine Anlehnung an die Genesis Suite von Nathaniel Shilkret aus dem Jahr 1945.
Als Vorreiter des Progressive-Rock-Genres werden Genesis von zahlreichen der seit den frühen 1980er Jahren aufgetauchten Neo-Progrock-Gruppen als Einfluss genannt: Marillion, IQ, Dream Theater, echolyn, Spock’s Beard, The Flower Kings, Änglagård, Phish, Pendragon und Opeth, ebenso von älteren Bands wie Ange, Camel, Rush, Goblin, Kansas und Saga.
Tribute-Bands wie The Musical Box, ReGenesis oder Duke führen regelmäßig meist älteres Genesis-Material aus der Peter-Gabriel-Ära auf. Angelehnt an diese Ära, wenn auch mit eigenen Kompositionen, spielt auch die italienische Retro-Prog-Band The Watch, deren Sänger zudem eine große stimmliche Ähnlichkeit mit Gabriel verbindet.

## Alben-Cover
Die Alben-Cover von Genesis reflektieren die Musikthemen des jeweiligen Albums und sind meist aufwendig und komplex gestaltet. Das erste Album hat ein ganz in Schwarz gehaltenes Cover mit dem Schriftzug From Genesis to Revelation in goldener gebrochener Schriftart in der oberen linken Ecke; der Name der Band wird nicht gesondert genannt. Das Cover dieses Albums wurde bei nahezu jeder der zahlreichen Wiederveröffentlichungen abgeändert.
Die Cover der drei folgenden Alben stammen von dem Charisma-Records-Grafiker Paul Whitehead. Das Trespass-Cover basiert auf einer Illustration von Willy Pogány zu Richard Wagners Tannhäuser, das Cover von Nursery Cryme ist von der Geschichte rund um den Song The Musical Box beeinflusst, und dasjenige von Foxtrot zeigt eine weibliche Figur in einem roten Kleid mit dem Kopf eines Fuchses. Whitehead gab in einem Interview an, dass der Jimi-Hendrix-Song Foxy Lady ihn zu dieser Darstellung angeregt hatte, die wiederum Gabriel zu einer seiner ersten Kostümierungen inspirierte.
Nachdem Whitehead nach Los Angeles gezogen war, verwendeten Genesis für das nächste Album Selling England by the Pound eine bereits bestehende Zeichnung von Betty Swanwick, zu der die Künstlerin lediglich den Rasenmäher hinzuzeichnete. Später engagierte die Band die renommierte Designer-Firma Hipgnosis, deren Künstler bereits die Cover für The Dark Side of the Moon von Pink Floyd und Houses of the Holy von Led Zeppelin entworfen hatten. Das erste Hipgnosis-Album-Cover für Genesis wurde für The Lamb Lies Down on Broadway gestaltet. Hier war zum ersten Mal auf einem Genesis-Album auch eine reale Person abgebildet (laut Covertext ein gewisser Omar), die den Protagonisten Rael repräsentiert.
Die übrigen Genesis-Alben-Cover der 1970er Jahre wurden von verschiedenen Hipgnosis-Künstlern, allen voran Colin Elgie, gestaltet. Auf dem Cover von A Trick of the Tail sind einige der Song-Charaktere abgebildet – der Räuber von Robbery, Assault and Battery, der Squonk, das Untier vom Titelsong, und von Ripples ein metaphorisches Bild eines alten Menschen, der in Erinnerungen an die Jugendzeit schwelgt. Duke wurde mit Karikaturen von Lionel Koechlin aus dessen Kinderbuch L’alphabet d’Albert illustriert. Abacab und Genesis gestaltete das Bill Smith Studio. Für das Cover des meistverkauften Genesis-Albums Invisible Touch zeichneten Assorted Images verantwortlich, die zuvor Cover für Duran Duran und Culture Club entworfen hatten. Das an Wind & Wuthering erinnernde We-Can’t-Dance-Aquarell stammt von Felicity Bowers. Die Cover von Calling All Stations und der Kompilation Turn it on Again: The Hits wurden von Wherefore Art? gestaltet.

## Kritik
Aufgrund ihrer „Progressive-Rock“-Wurzeln und ihres Public-School-Hintergrunds unterschieden sich Genesis von anderen Rock-Musikern ihrer Zeit. Die meiste Kritik, der sich die Band in den frühen 1970er Jahren ausgesetzt sah, richtete sich dabei gegen den Progressive Rock im Allgemeinen, den viele als zu verkopft ablehnten. Anhänger konventionellerer Rockmusik und sogar Genesis-Fans waren zudem von den zunehmend theatralischen Auftritten und den Maskeraden Gabriels befremdet. Als 1976 der Siegeszug des Punk begann, galten Genesis mitunter als kraftlos und langweilig: 1977 beschrieb ein Artikel des Q-Magazins eine Ray-Lowry-Karikatur, in der Fans einem Auftritt der Band GENESNOOZE (englisch snooze = Nickerchen) „entweder schlafend, sterbend [oder] komatös“ beiwohnten.
Aber auch mit ihrem Wechsel von längeren und komplexeren Stücken zu kompakteren und zugänglicheren Popsongs konnten Genesis es nach dem Ausscheiden von Gabriel und Hackett vielen früheren Fans und insbesondere zahlreichen Kritikern nicht recht machen. Als sich die Band dem gängigen Pop-Sound annäherte, feierte sie zwar viel größere kommerzielle Erfolge, musste sich aber zugleich mit dem Vorwurf des künstlerischen Ausverkaufs auseinandersetzen. Eine vernichtende Plattenkritik im Rolling Stone zu And Then There Were Three äußerte sich folgendermaßen: „Kurz gesagt ist dieses verachtenswerte Werk nichts weiter als der bleiche Schatten früherer Leistungen der Gruppe. Der Schaden ist nicht nur unabänderlich, er wurde auch weithin bekräftigt: And Then There Were Three ist Genesis’ erste Goldene Schallplatte in den USA.“ Allerdings verließ die Band die Pfade des epischen, ausgedehnten Rocks nie vollständig; auf jedem ihrer Studioalben finden sich Songs von mehr als sechs Minuten Länge.
Vor allem Collins wurde häufig für Genesis’ Wandel von einer Progrock-Gruppe zu einer Mainstream-Poprock-Band, deren Musik sich kaum von der des Solokünstlers Collins unterscheide, kritisiert. „Ich denke nicht, dass wir uns selber verfälscht haben“, sagte hingegen Collins 1990 in einem Music-Express-Interview. „Irgendwann mal werde ich die Schuld für die Veränderung auf mich nehmen, ich denke aber nur, dass wir älter geworden sind und uns anderen musikalischen Dingen zugewendet haben.“ Tatsächlich zeichneten alle drei Bandmitglieder seit 1978 gemeinsam für den Sound und die graduelle musikalische Weiterentwicklung verantwortlich, so dass die sich allein auf Collins richtende Kritik nur in Teilen zutrifft. Die oft geäußerte Vermutung, erst Gabriels Ausscheiden habe den Wandel von Genesis ermöglicht, ist fragwürdig, weil auch Gabriel als Solokünstler bald konventionellere Songstrukturen verwendete, so mit dem kommerziell sehr erfolgreichen Song Sledgehammer.

## Diskografie
Studioalben

| Jahr | Titel Musiklabel                                                                    | Höchstplatzierung, Gesamtwochen/‑monate, AuszeichnungChartplatzierungen (Jahr, Titel, Musiklabel, Platzierungen, Wochen/Monate, Auszeichnungen, Anmerkungen) | Höchstplatzierung, Gesamtwochen/‑monate, AuszeichnungChartplatzierungen (Jahr, Titel, Musiklabel, Platzierungen, Wochen/Monate, Auszeichnungen, Anmerkungen) | Höchstplatzierung, Gesamtwochen/‑monate, AuszeichnungChartplatzierungen (Jahr, Titel, Musiklabel, Platzierungen, Wochen/Monate, Auszeichnungen, Anmerkungen) | Höchstplatzierung, Gesamtwochen/‑monate, AuszeichnungChartplatzierungen (Jahr, Titel, Musiklabel, Platzierungen, Wochen/Monate, Auszeichnungen, Anmerkungen) | Höchstplatzierung, Gesamtwochen/‑monate, AuszeichnungChartplatzierungen (Jahr, Titel, Musiklabel, Platzierungen, Wochen/Monate, Auszeichnungen, Anmerkungen) | Anmerkungen                                                    |
| Jahr | Titel Musiklabel                                                                    | DE | AT | CH | UK | US | Anmerkungen                                                    |
| ---- | ----------------------------------------------------------------------------------- | --- | --- | --- | --- | --- | -------------------------------------------------------------- |
| 1969 | From Genesis to Revelation auch bekannt als: In the Beginning Decca Records (Decca) | — | — | — | — | US170 (4 Wo.)US | Erstveröffentlichung: 7. März 1969 Verkäufe: + 650             |
| 1970 | Trespass Charisma Records (Phonogram)                                               | — | — | — | UK98 (1 Wo.)UK | — | Erstveröffentlichung: 23. Oktober 1970                         |
| 1971 | Nursery Cryme Charisma Records (Phonogram)                                          | — | — | — | UK39 Silber · (2 Wo.)UK | — | Erstveröffentlichung: 12. November 1971 Verkäufe: + 160.000    |
| 1972 | Foxtrot Charisma Records (Phonogram)                                                | DE45 (1 Mt.)DE | — | — | UK12 Gold · (7 Wo.)UK | — | Erstveröffentlichung: 15. September 1972 Verkäufe: + 200.000   |
| 1973 | Selling England by the Pound Charisma Records (Phonogram)                           | — | — | — | UK3 Gold · (21 Wo.)UK | US70 Gold · (29 Wo.)US | Erstveröffentlichung: 5. Oktober 1973 Verkäufe: + 825.000      |
| 1974 | The Lamb Lies Down on Broadway Charisma Records (Phonogram)                         | — | — | — | UK10 Gold · (6 Wo.)UK | US41 Gold · (16 Wo.)US | Erstveröffentlichung: 8. November 1974 Verkäufe: + 850.000     |
| 1976 | A Trick of the Tail Charisma Records (Phonogram)                                    | DE43 (3 Mt.)DE | — | — | UK3 Gold · (39 Wo.)UK | US31 Gold · (19 Wo.)US | Erstveröffentlichung: 20. Februar 1976 Verkäufe: + 900.000     |
| 1976 | Wind & Wuthering Charisma Records (Phonogram)                                       | DE19 (3 Mt.)DE | — | — | UK7 Gold · (22 Wo.)UK | US26 Gold · (21 Wo.)US | Erstveröffentlichung: 27. Dezember 1976 Verkäufe: + 800.000    |
| 1978 | … And Then There Were Three … Charisma Records (Phonogram)                          | DE2 Gold · (13 Mt.)DE | AT17 (1 Mt.)AT | — | UK3 Gold · (32 Wo.)UK | US14 Platin · (33 Wo.)US | Erstveröffentlichung: 7. April 1978 Verkäufe: + 1.600.000      |
| 1980 | Duke Charisma Records (Phonogram)                                                   | DE2 (27 Wo.)DE | AT14 (1 Mt.)AT | — | UK1 Platin · (30 Wo.)UK | US11 Platin · (31 Wo.)US | Erstveröffentlichung: 28. März 1980 Verkäufe: + 1.400.000      |
| 1981 | Abacab Charisma Records (Phonogram)                                                 | DE6 Gold · (20 Wo.)DE | — | — | UK1 Gold · (27 Wo.)UK | US7 ×2Doppelplatin · (54 Wo.)US | Erstveröffentlichung: 18. September 1981 Verkäufe: + 2.470.000 |
| 1983 | Genesis Charisma Records (Phonogram)                                                | DE1 Platin · (34 Wo.)DE | AT2 (3 Mt.)AT | CH2 ×2Doppelplatin · (31 Wo.)CH | UK1 ×2Doppelplatin · (51 Wo.)UK | US9 ×4Vierfachplatin · (50 Wo.)US | Erstveröffentlichung: 3. Oktober 1983 Verkäufe: + 5.790.000    |
| 1986 | Invisible Touch Charisma Records (Phonogram)                                        | DE2 Platin · (87 Wo.)DE | AT5 (8 Mt.)AT | CH4 Platin · (27 Wo.)CH | UK1 ×4Vierfachplatin · (96 Wo.)UK | US3 ×6Sechsfachplatin · (85 Wo.)US | Erstveröffentlichung: 6. Juni 1986 Verkäufe: + 8.710.000       |
| 1991 | We Can’t Dance Virgin Records (EMI)                                                 | DE1 ×5Fünffachplatin · (71 Wo.)DE | AT1 Platin · (47 Wo.)AT | CH1 ×4Vierfachplatin · (52 Wo.)CH | UK1 ×5Fünffachplatin · (61 Wo.)UK | US4 ×4Vierfachplatin · (72 Wo.)US | Erstveröffentlichung: 28. Oktober 1991 Verkäufe: + 11.410.000  |
| 1997 | … Calling All Stations … Virgin Records (EMI)                                       | DE2 Gold · (30 Wo.)DE | AT6 (12 Wo.)AT | CH3 Gold · (13 Wo.)CH | UK2 Gold · (7 Wo.)UK | US54 (5 Wo.)US | Erstveröffentlichung: 28. August 1997 Verkäufe: + 625.000      |

grau schraffiert: keine Chartdaten aus diesem Jahr verfügbar

## Auszeichnungen

### Grammy Awards

#### Auszeichnungen
- 1988: Bestes Konzept-Musikvideo (Land of Confusion, 1986)

#### Nominierungen
- 1985:
  - Beste Darbietung eines Duos oder einer Gruppe mit Gesang – Rock (Genesis, 1983)
  - Beste Instrumentaldarbietung – Rock (Second Home by the Sea, 1983)
- 1987: Beste Instrumentaldarbietung – Pop (The Brazilian, 1986)
- 1993: Beste Darbietung eines Duos oder einer Gruppe mit Gesang – Pop (I Can’t Dance, 1991)
- 2010: Bestes Raumklang-Album (Box Set 1970–1975, 2008) (für Tony Cousins und Nick Davis)

### American Music Awards

#### Auszeichnungen
- 1993: Beste Gruppe (Pop/Rock) (We Can’t Dance, 1991)

#### Nominierungen
- 1987: Beste Gruppe (Pop/Rock) (Invisible Touch, 1986)
- 1993:
  - Bestes Album (zeitgenössisch) (We Can’t Dance, 1991)
  - Bester Künstler (zeitgenössisch) (We Can’t Dance, 1991)

### Sonstige
- 2010: Aufnahme in die Rock and Roll Hall of Fame[49]
- 2012: Lifetime achievement award – Prog Magazine[50]

## Tribute-Bands
Bekannte Tribute-Bands von Genesis sind:
- The Musical Box (Kanada)
- Still Collins (Deutschland, Bonn)
- The Watch (Italien)

## Dokumentation
- Genesis: The Last Domino? Regie: James Tonkin, ARTE F, Großbritannien, 57 Minuten, 2021